# 稲沢市
| 国府宮駅周辺のスカイライン |  | 国府宮駅駅前 |
| 国府宮駅周辺のスカイライン |  | 国府宮駅駅前 |

| 稲沢駅から見たSOLAÉと市街地 |  | 稲沢駅西口から国府宮方面 |
| 稲沢駅から見たSOLAÉと市街地 |  | 稲沢駅西口から国府宮方面 |

稲沢市（いなざわし）は、愛知県の尾張地方に位置する市。
濃尾平野中央部にある。古代には尾張国の国府が置かれて政治の中心であった。旧中島郡の一部である。

## 概要
市が掲げるキャッチコピーは「自然の恵みと心の豊かさ 人が輝く文化創造都市」。植木・苗木の産地として全国的に知られる。また、旧祖父江町は全国一の銀杏の産地である。かつては国鉄の操車場があった。
名古屋市へのアクセスが良いため、ベッドタウンとして発展した。交通の便のよさからソニーグループや豊田合成などの工場が数多く立地する。
尾張大国霊神社（国府宮神社）・矢合観音・善光寺東海別院は尾張地方の人々から広く崇拝を集めている。

## 地理

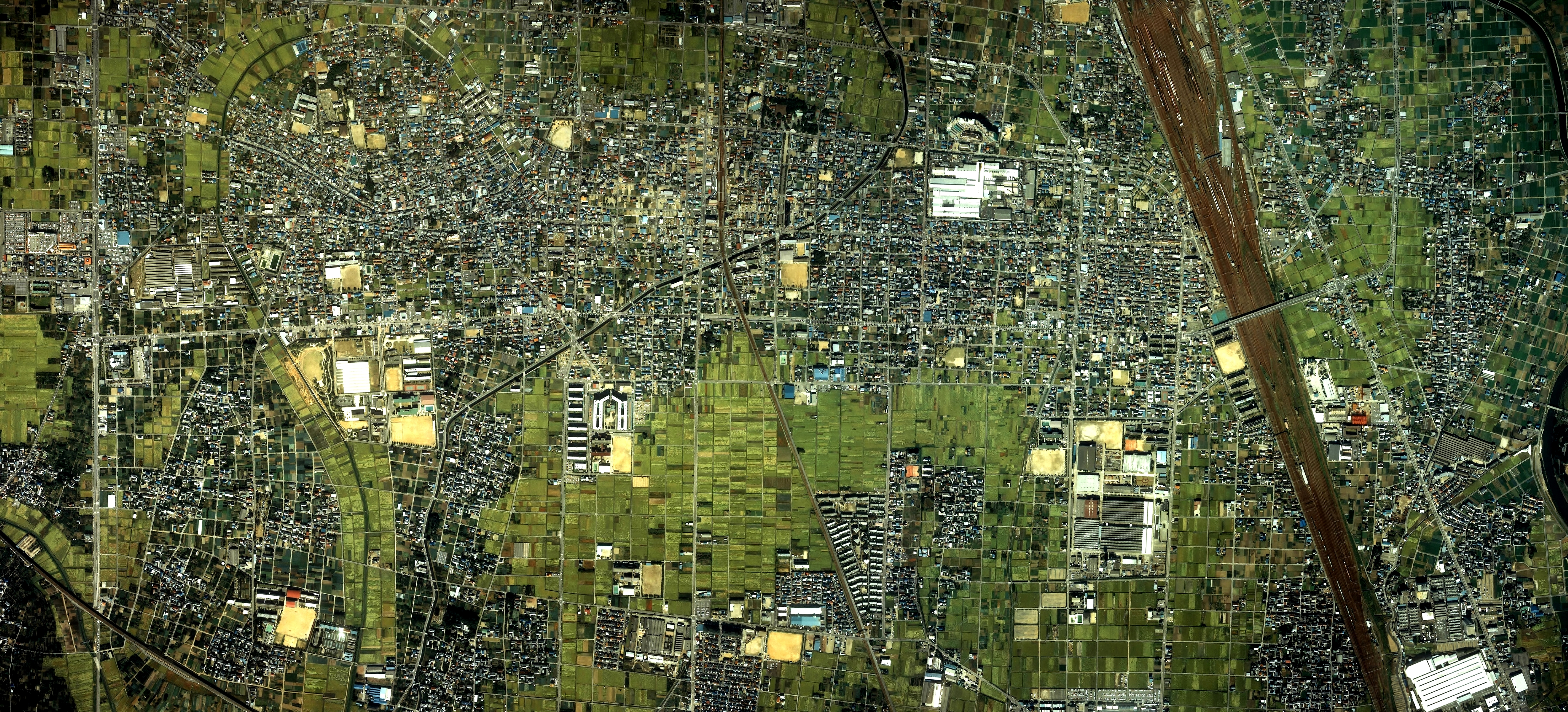
稲沢市中心部周辺の空中写真。1987年撮影の4枚を合成作成。。

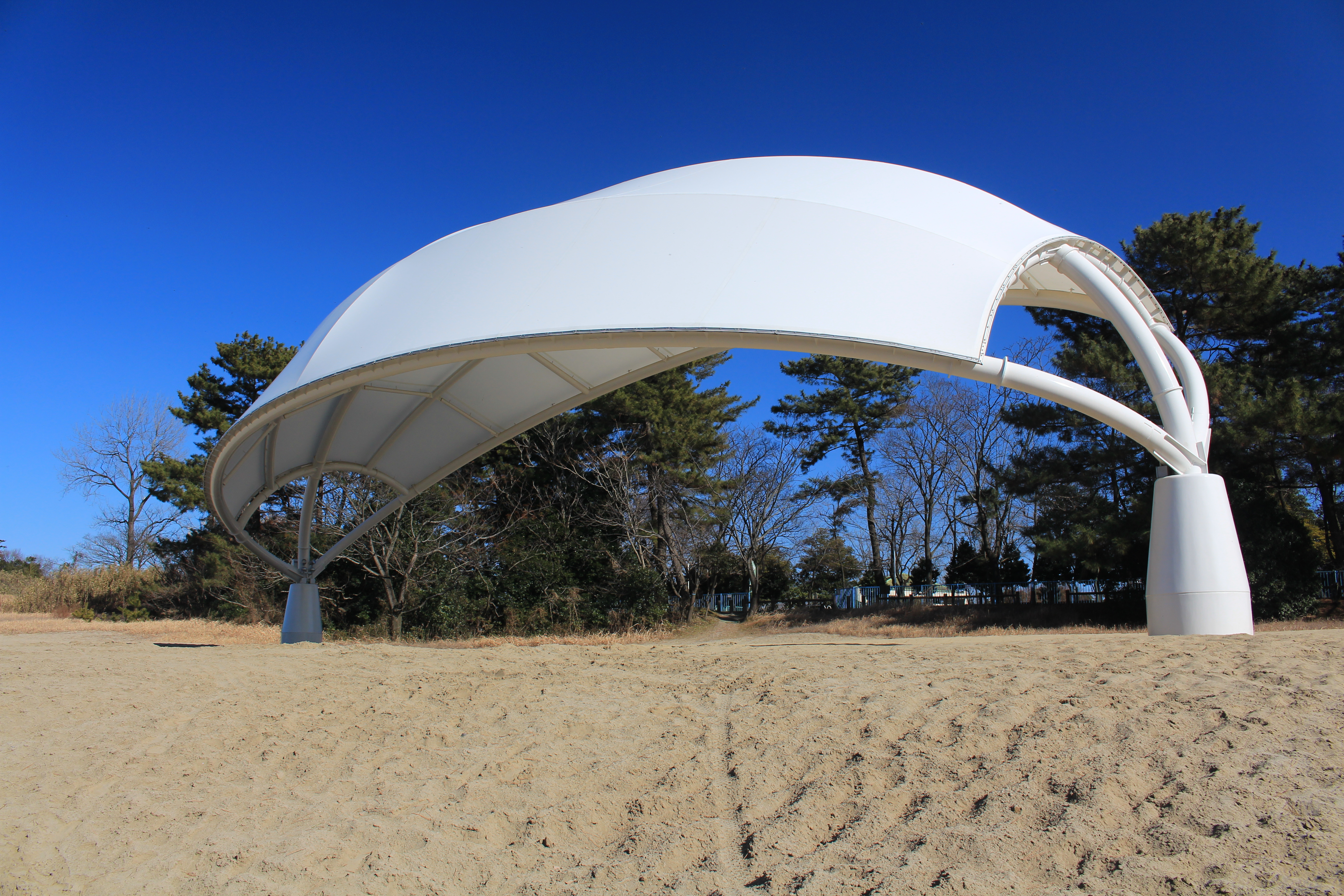
祖父江砂丘

江戸時代に美濃路の稲葉宿が置かれて以来、現在に至るまで交通の大動脈が通る。

### 地形

#### 河川

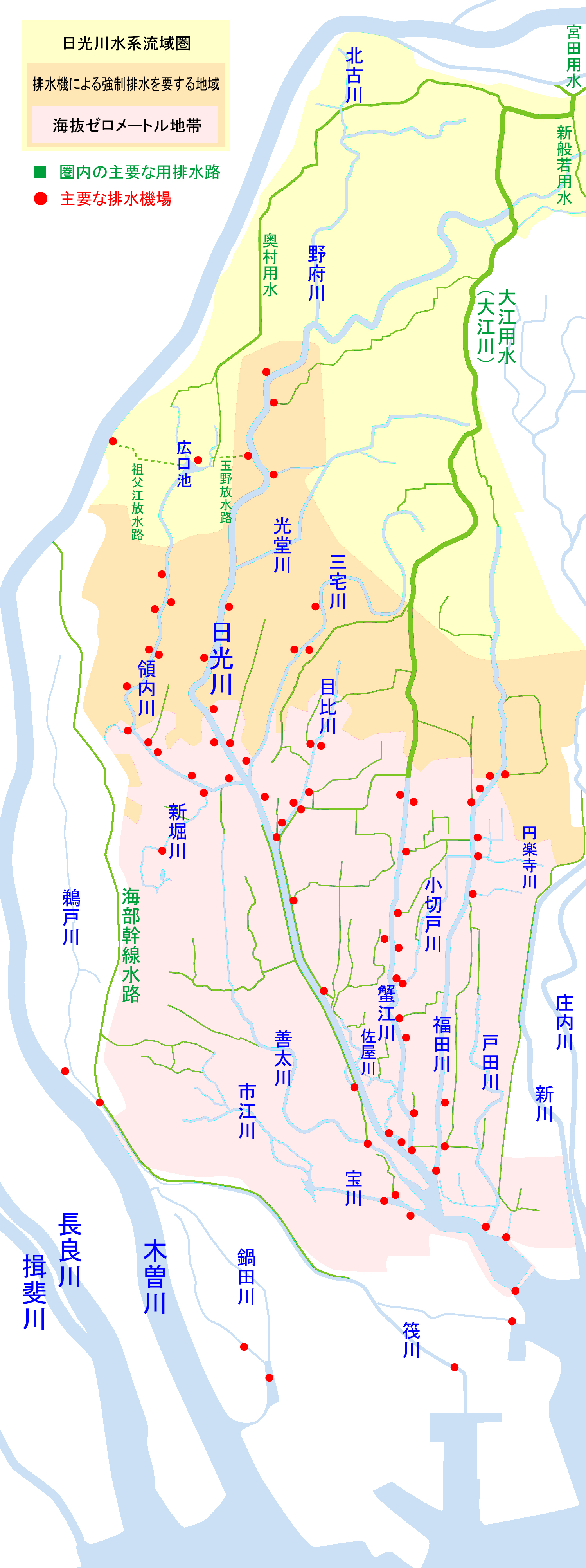
日光川水系の概略図

一級河川
- 青木川
- 木曽川
- 五条川

二級河川
- 光堂川
- 日光川
- 福田川
- 三宅川
- 目比川
- 領内川

その他の河川
- 大江川

### 砂丘
- 祖父江砂丘 - 全国的にも珍しい河畔砂丘である。

### 地域
市内の地名
稲沢市の地名を参照のこと。

### 人口
| |                                        |  |
| 稲沢市と全国の年齢別人口分布（2005年） | 稲沢市の年齢・男女別人口分布（2005年） |  |
| ■紫色 ― 稲沢市 ■緑色 ― 日本全国 | ■青色 ― 男性 ■赤色 ― 女性              |  |
| 稲沢市（に相当する地域）の人口の推移 \| 1970年（昭和45年） \| 110,629人 \| \| \| 1975年（昭和50年） \| 122,573人 \| \| \| 1980年（昭和55年） \| 126,023人 \| \| \| 1985年（昭和60年） \| 130,598人 \| \| \| 1990年（平成2年） \| 132,483人 \| \| \| 1995年（平成7年） \| 135,080人 \| \| \| 2000年（平成12年） \| 136,938人 \| \| \| 2005年（平成17年） \| 136,965人 \| \| \| 2010年（平成22年） \| 136,358人 \| \| \| 2015年（平成27年） \| 136,867人 \| \| \| 2020年（令和2年） \| 134,751人 \| \| |                                        |  |
| 総務省統計局 国勢調査より |                                        |  |
| 1970年（昭和45年） | 110,629人                              |  |
| 1975年（昭和50年） | 122,573人                              |  |
| 1980年（昭和55年） | 126,023人                              |  |
| 1985年（昭和60年） | 130,598人                              |  |
| 1990年（平成2年） | 132,483人                              |  |
| 1995年（平成7年） | 135,080人                              |  |
| 2000年（平成12年） | 136,938人                              |  |
| 2005年（平成17年） | 136,965人                              |  |
| 2010年（平成22年） | 136,358人                              |  |
| 2015年（平成27年） | 136,867人                              |  |
| 2020年（令和2年） | 134,751人                              |  |

### 隣接する自治体
愛知県
- 一宮市
- 愛西市
- 清須市
- あま市

岐阜県
- 羽島市
- 海津市

## 歴史
- 大化の改新（645年）の後、尾張国の国府が置かれた。
- 奈良時代には、聖武天皇の命により、国分寺・国分尼寺が建立される。尾張大国霊神社が尾張国の総社と定められる。
- 江戸時代は、稲葉村と小沢村の2村で脇街道美濃路の稲葉宿を構成していた。

### 沿革
- 1875年（明治8年） - 稲葉村と小沢村が合併して稲沢村となる。
- 1889年（明治22年）4月1日 - 町村制施行により、稲沢村と桜木村が合併したうえで町制を施行して中島郡稲沢町が発足。
- 1906年（明治39年）5月10日 - 一治村・国府宮村・山形村・下津村・中島村の一部・稲保村の一部・大江村の一部と合併し、新たに稲沢町が発足。
- 1947年（昭和22年）4月5日 - 戦後初の第一回の府県知事・市区町村選挙において山田文七が稲沢町の初代町長に就任。
- 1955年（昭和30年）4月15日 - 中島郡大里村、千代田村、明治村と合併し、新たに稲沢町が発足。
- 1958年（昭和33年）11月1日 - 稲沢町が単独で市制を施行して稲沢市が発足。愛知県で22番目の市。
- 1982年（昭和57年）4月1日 - 市章を制定[2]。
- 2005年（平成17年）4月1日 - 中島郡平和町・祖父江町を編入。
- 2007年（平成19年）11月 - 翌年の市制50周年にあたり、マスコットキャラクターを『いなッピー』[3]に決定。

## 行政

### 市長
現職
- 市長：加藤錠司郎（2016年12月4日就任、2期目）

### 広域行政
隣接する一宮市とは、広域行政圏としてつながっている。

## 議会

### 稲沢市議会
- 定数：26人
- 任期：2023年10月1日 - 2027年9月30日[4]
- 議長：吉川隆之（創生会）
- 副議長：服部礼美香（創生会）

| 会派名     | 議席数 | 議員名 |
| ---------- | ------ | --- |
| 創生会     | 14     | 六鹿順二、木村喜信、吉川隆之、服部礼美香、津田敏樹、近藤治夫、黒田哲生、北村太郎、杉山太希、平野賀洋子、平床健一、土岐優子、鵜野大助、大野紀之 |
| 市民クラブ | 5      | 星野俊次、木全信明、志智央、岡野次男、鈴木純子                                                                                                 |
| 公明党     | 2      | 杤本敏子、日比野貴子 |
| 日本共産党 | 2      | 曽我部博隆、服部俊夫 |
| 無所属     | 3      | 小柳彩子、平野泰弘、山田崇夫 |
| 計         | 26     | |

2013年10月31日、当時市議だった桜木琢磨（会派：行動優先夢会議）が中国広東省の空港で覚醒剤を所持していたとして身柄を拘束された（その後逮捕）。「懲役15年以上から死刑」を求刑されたものの判決は9度延期され、2017年10月現在も桜木は身柄を拘束されている（中国では最高裁判所の判断で判決言い渡しが延期出来る）。
2019年11月8日、中級人民法院は、覚醒剤を密輸しようとしたとして、無期懲役の判決
2019年11月18日、一審判決を不服として、広東省高級裁判所に控訴した。

### 愛知県議会
- 選挙区：稲沢市選挙区
- 定数：2人
- 任期：2019年4月30日 - 2023年4月29日

| 候補者名   | 当落 | 年齢 | 党派名     | 新旧別 | 得票数 |
| ---------- | ---- | ---- | ---------- | ------ | ------ |
| 久保田浩文 | 当   | 66   | 自由民主党 | 現     | 無投票 |
| 鈴木純     | 当   | 60   | 無所属     | 現     | 無投票 |

### 衆議院
- 選挙区：愛知9区 （津島市、稲沢市、愛西市、弥富市、あま市、大治町、蟹江町、飛島村）
- 任期：2024年10月27日 - 2028年10月26日
- 投票日：2024年10月27日
- 当日有権者数：377,902人[6]
- 投票率：52.01％

| 当落 | 候補者名 | 年齢 | 所属党派   | 新旧別 | 得票数   | 重複 |
| ---- | -------- | ---- | ---------- | ------ | -------- | ---- |
| 当   | 岡本充功 | 53   | 立憲民主党 | 元     | 91,152票 | ○    |
| 比当 | 長坂康正 | 67   | 自由民主党 | 前     | 78,726票 | ○    |
|      | 伊藤恵子 | 71   | 日本共産党 | 新     | 19,899票 |      |

## 施設

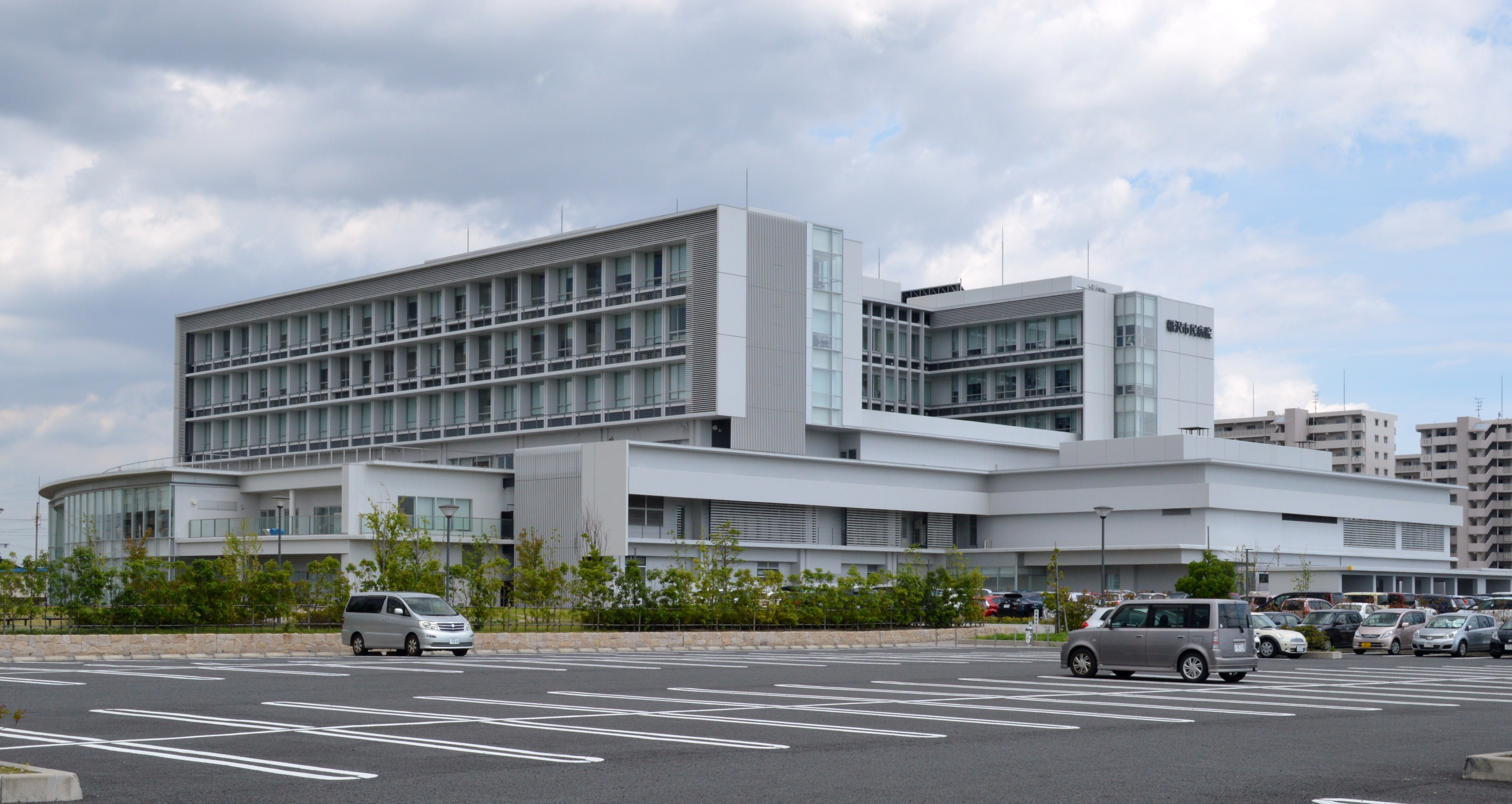
稲沢市民病院

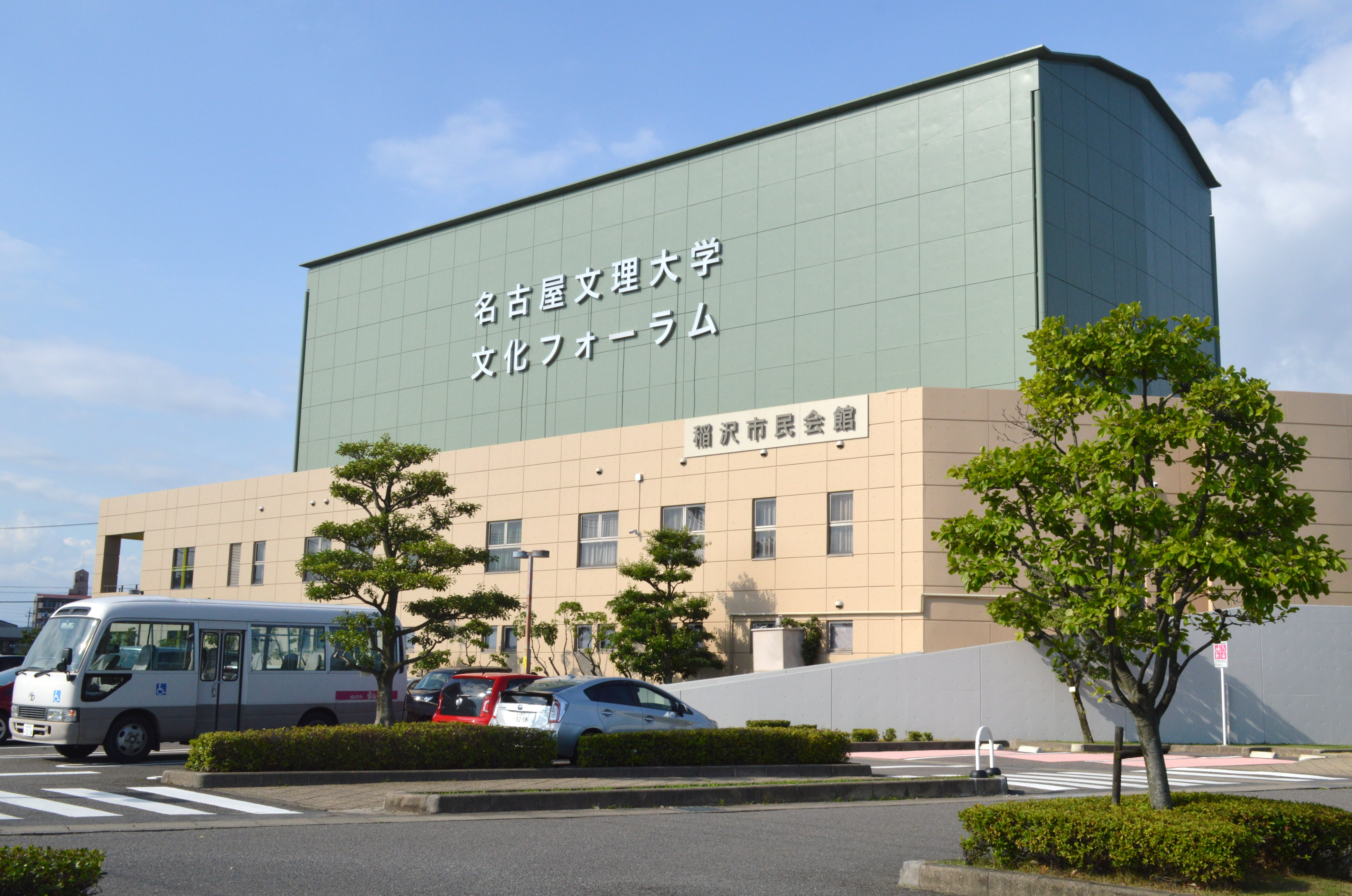
稲沢市民会館

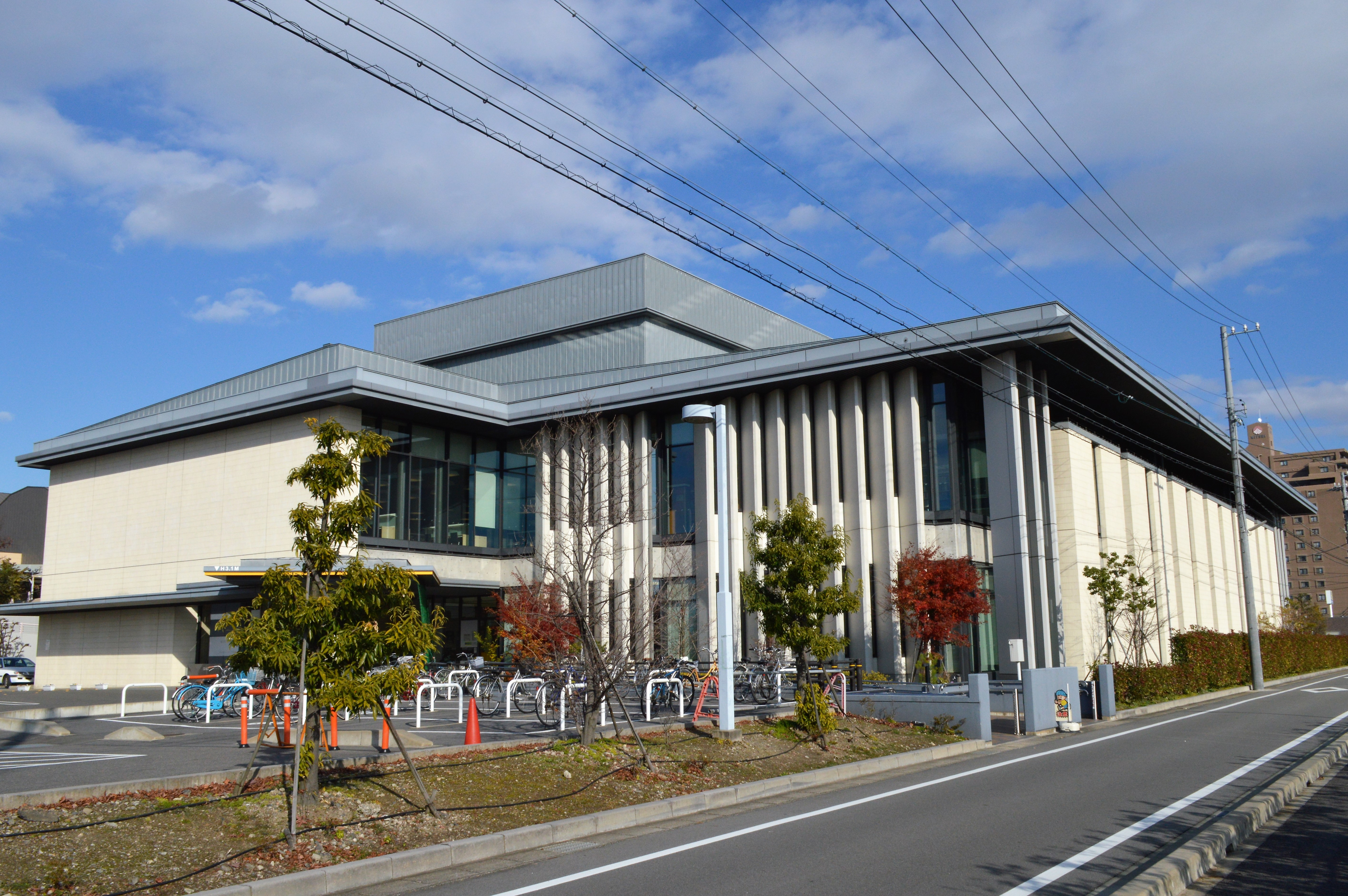
稲沢市中央図書館

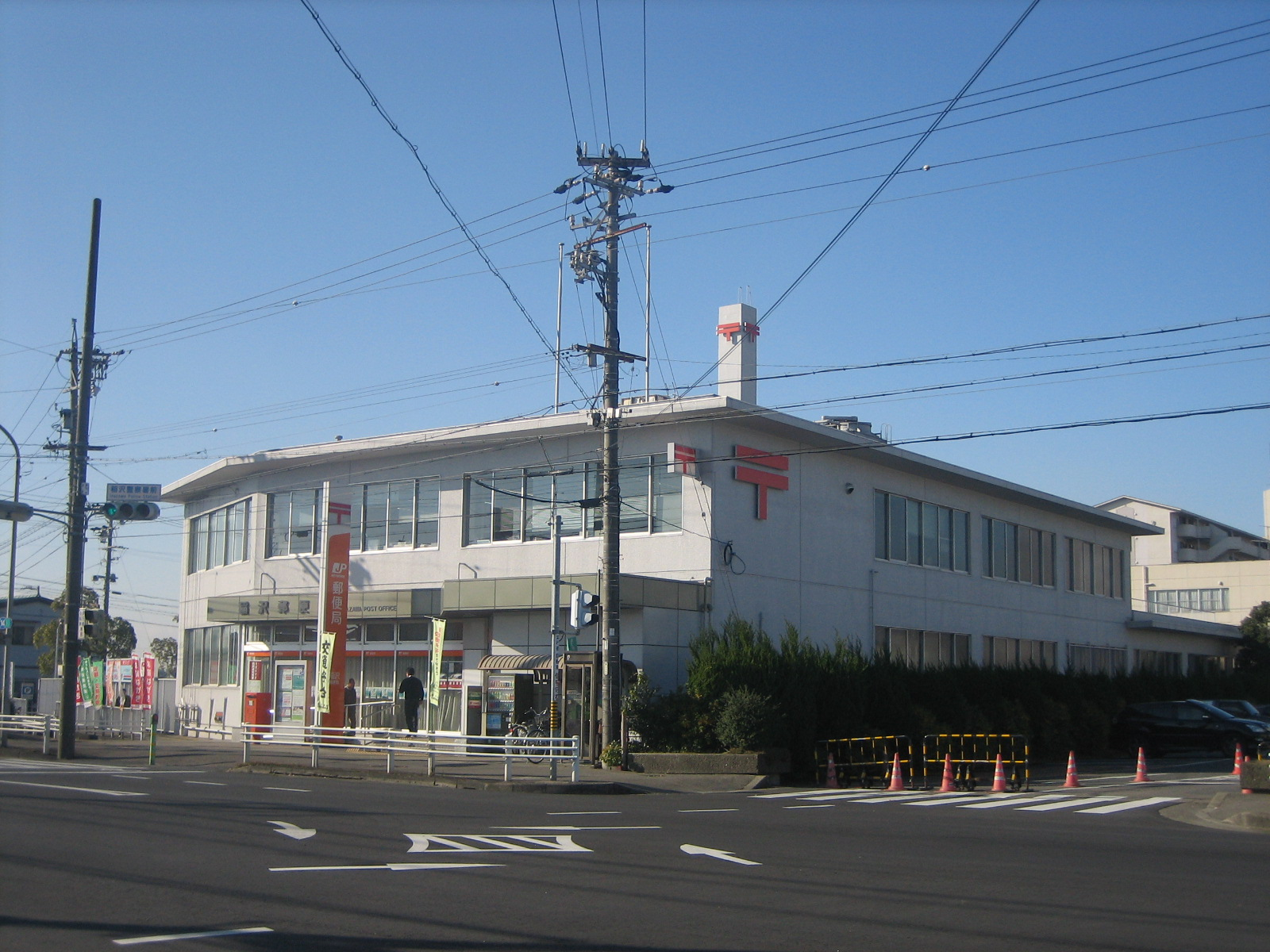
稲沢郵便局

### 警察
警察署
- 愛知県稲沢警察署

幹部交番
- 祖父江幹部交番（祖父江町祖父江居中）北緯35度15分20.9秒 東経136度43分6.8秒 / 北緯35.255806度 東経136.718556度

交番
- 国府宮交番（国府宮二丁目）北緯35度15分12.5秒 東経136度48分12.2秒 / 北緯35.253472度 東経136.803389度
- 稲沢駅前交番（駅前二丁目）北緯35度15分2.8秒 東経136度49分17.9秒 / 北緯35.250778度 東経136.821639度
- 下津交番（下津丹下田町）北緯35度15分27.7秒 東経136度49分29.2秒 / 北緯35.257694度 東経136.824778度
- 大里交番（奥田町三十番神）北緯35度13分33.7秒 東経136度49分6.9秒 / 北緯35.226028度 東経136.818583度
- 平和交番（平和町中三宅宮南）北緯35度13分1.7秒 東経136度45分4.1秒 / 北緯35.217139度 東経136.751139度
- 稲沢公園前交番（稲沢町下田）北緯35度14分57.5秒 東経136度47分10.4秒 / 北緯35.249306度 東経136.786222度

駐在所
- 清水駐在所（清水八神町）北緯35度15分22.1秒 東経136度45分34.6秒 / 北緯35.256139度 東経136.759611度
- 矢合駐在所（矢合町三島前）北緯35度14分28.2秒 東経136度46分24.7秒 / 北緯35.241167度 東経136.773528度
- 福島駐在所（福島町中浦）北緯35度13分16秒 東経136度46分33.8秒 / 北緯35.22111度 東経136.776056度
- 今村駐在所（今村町溝口前）北緯35度13分0秒 東経136度45分38.5秒 / 北緯35.21667度 東経136.760694度
- 片原一色駐在所（一色中屋敷町）北緯35度14分35.6秒 東経136度44分50.3秒 / 北緯35.243222度 東経136.747306度

### 消防
本部
- 稲沢市消防本部

消防署
- 稲沢市消防署（船橋町鯉坪321-1）

分署
- 稲沢東分署（井之口沖ノ田町37 北緯35度14分30.1秒 東経136度49分0.6秒 / 北緯35.241694度 東経136.816833度）
- 祖父江分署（祖父江町上牧下川田454 北緯35度14分58.6秒 東経136度43分15.6秒 / 北緯35.249611度 東経136.721000度）
- 平和分署（平和町中三宅高道34 北緯35度13分2.8秒 東経136度44分58.7秒 / 北緯35.217444度 東経136.749639度）

### 医療
- 稲沢市民病院
- 稲沢厚生病院

### 図書館
- 稲沢市図書館
  - 稲沢市中央図書館
  - 稲沢市祖父江の森図書館
  - 稲沢市平和町図書館
- 名古屋文理大学附属図書館

### 郵便局
集配局
- 稲沢郵便局
- 祖父江郵便局
- 平和郵便局

普通局
- 稲沢稲葉郵便局
- 稲沢駅前郵便局
- 稲沢奥田郵便局
- 稲沢下津郵便局
- 稲沢日下部郵便局
- 稲沢国府宮郵便局
- 大里郵便局
- 千代田郵便局
- 矢合郵便局
- 森上郵便局
- 西光坊郵便局

簡易局
- 稲沢大塚簡易郵便局
- 稲沢日下部東町簡易郵便局
- 稲沢明治簡易郵便局(2021年3月1日廃止[7])
- 祖父江五ツ屋簡易郵便局
- 祖父江山崎簡易郵便局
- 祖父江両寺内簡易郵便局
- 祖父江上丸渕簡易郵便局(2017年2月1日より一時閉鎖[8])
- 尾張長岡簡易郵便局(2021年2月1日廃止[9])

### 文化施設
- 稲沢市荻須記念美術館
- 稲沢市民会館（名古屋文理大学文化フォーラム）

### 運動施設
- 稲沢市総合体育館
- 稲沢市民球場
- 稲沢市陸上競技場
- 県営木曽川祖父江緑地
- 豊田合成記念体育館
- 福島野球場

## 姉妹都市･提携都市

### 国外
姉妹都市
- オリンピア市（ギリシャ共和国 イリア県）[10][11]
  - 1987年8月22日 姉妹都市提携

両市とも古い歴史を持ち遺跡や文化財が多いこと、古代オリンピックと「国府宮はだか祭」がともに裸で行われていたこと、両市とも平和を願い非核平和都市宣言をしていることを縁として、オリンピアのヘラ神殿前で調印が行われた。
提携都市
- 赤峰市（中華人民共和国 内モンゴル自治区）[12][11]
  - 1989年5月16日 友好都市提携

1985年、赤峰市側の経済考察団が稲沢市の植木産業を視察した際に提携を提起。両市の招待訪問など準備を進め、赤峰市で調印実現。
2019年、友好都市提携30周年を記念して、両市の現在を紹介する「稲沢市・赤峰市友好都市提携30周年記念交流写真展」を開催。
フレンドシップ相手国
2005年（平成17年）に開催された愛知万博では「一市町村一国フレンドシップ事業」が行われた。名古屋市を除く愛知県内の市町村が120の万博公式参加国をフレンドシップ相手国として迎え入れた。
- ギニア共和国
- ギリシャ共和国
- タイ王国
- ノルウェー王国

#### 国内
過去に提携していた自治体
- 岐阜県郡上郡八幡町（現郡上市）
  - 1990年7月14日提携し、2004年2月29日に八幡町が郡上市として合併するため提携を解消した。

### 国際機関
- 日本トルコ文化経済交流支援協会 - 国府宮駅南口東側に所在する。
  - 2019年6月30日、日本トルコ文化経済交流支援協会が、G20大阪サミットに出席するため来日したトルコのエルドアン大統領の講演会を名古屋文理大学文化フォーラム（稲沢市民会館）で開催。[14]

## 経済

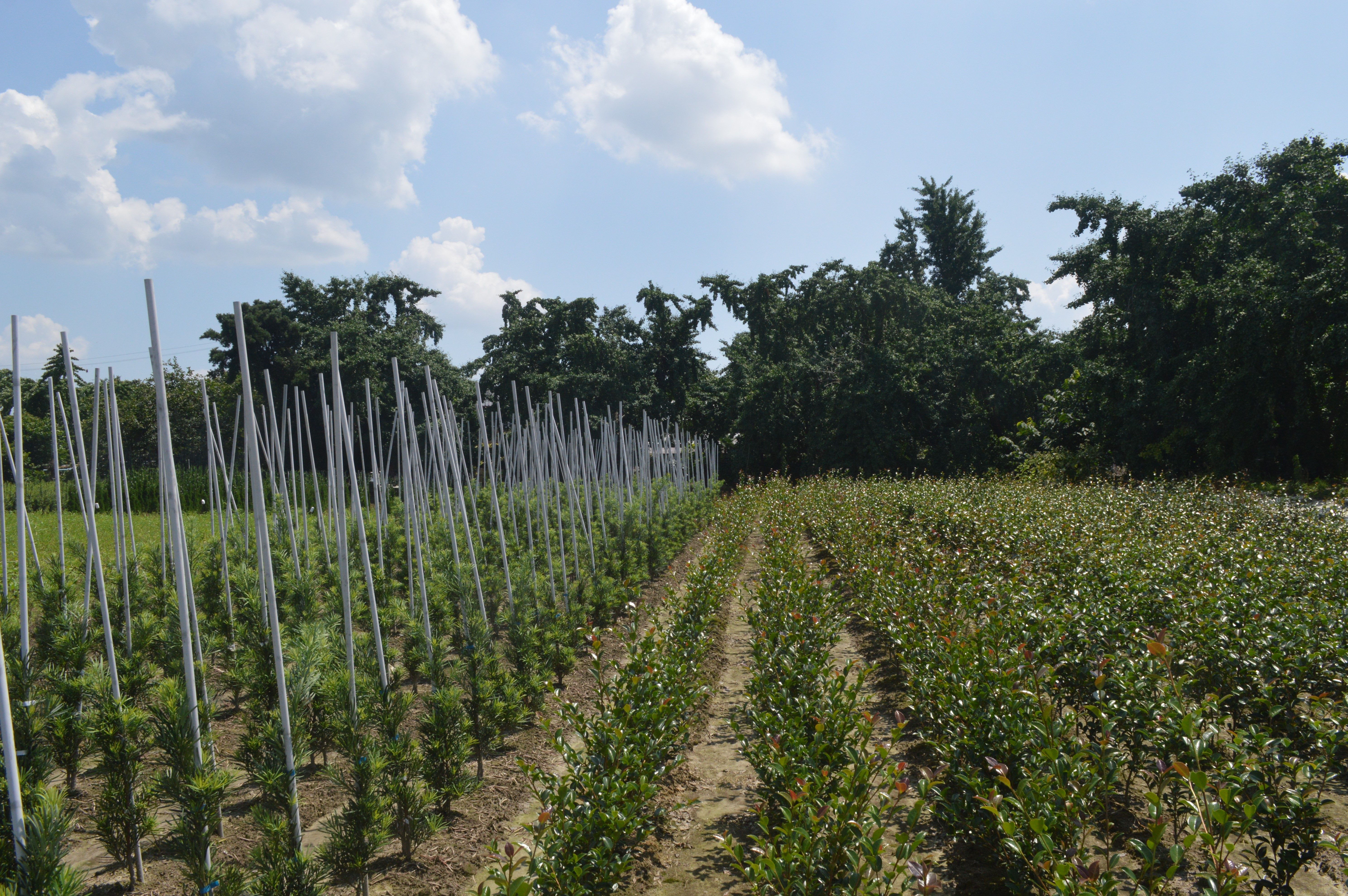
植木・苗木畑

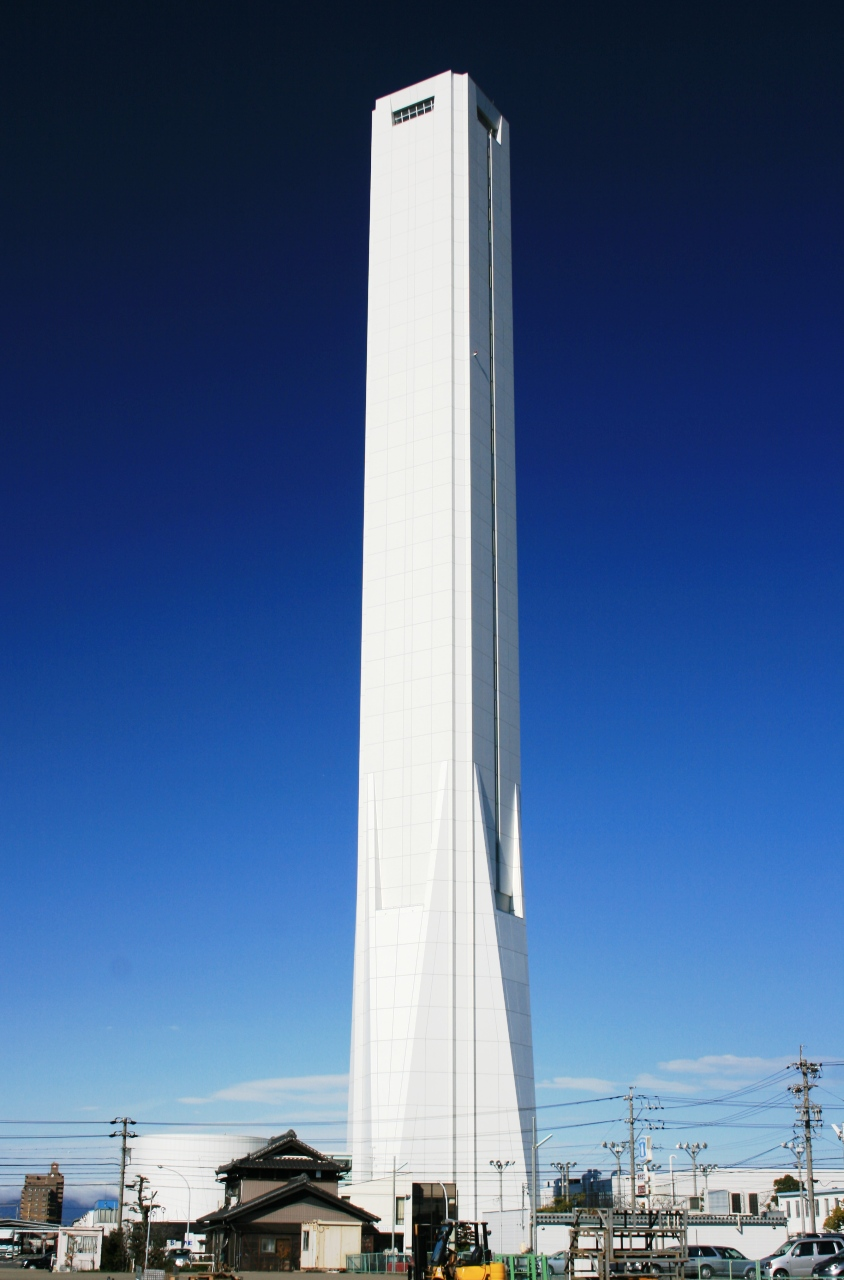
三菱電機の試験塔SOLAÉ

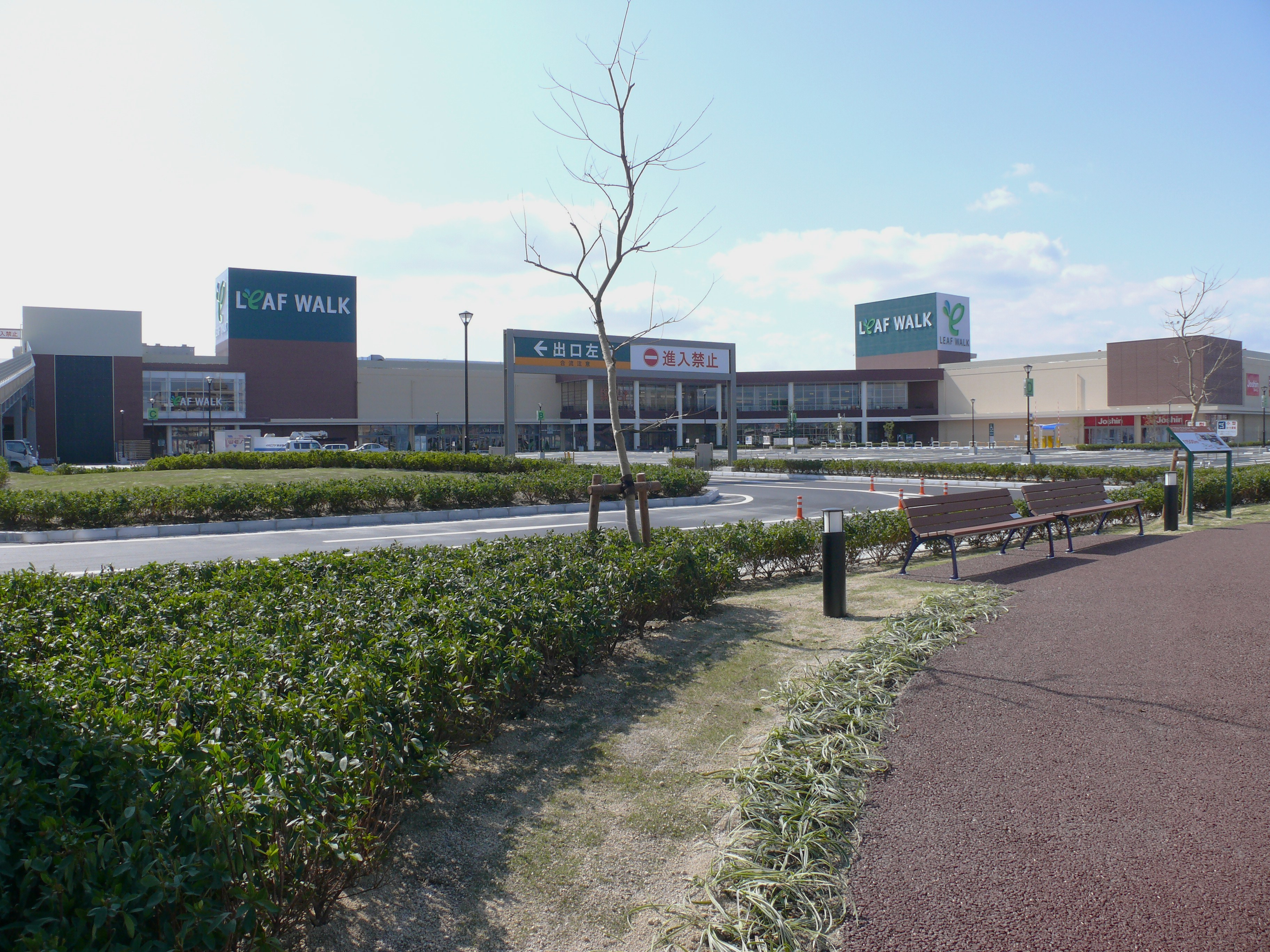
リーフウォーク稲沢

### 農業
- 植木・苗木
- 農業（野菜、銀杏[1]）

### 商業
主な商業施設
- アピタタウン稲沢 - 1996年（平成8年）10月4日に「アピタ稲沢店」として開店し[16]、2000年（平成12年）6月30日に大規模な増床を行って「アピタタウン稲沢」として新装開業した[17]。
- 稲沢パールシティ
- 稲沢ハーモニーランド
- アクロスプラザ稲沢（トップモール稲沢から2014年6月6日付けで改称）
- ニッケタウン稲沢
- ヨシヅヤ新稲沢店
- リーフウォーク稲沢 - 2009年（平成21年）3月28日に開業[18]。

### 市内に拠点を置く主な企業
- ユニー 本社
- アイコクアルファ 本社
- 東新住建本社
- 藤桂京伊本社（酒ゃビック）
- 日本貨物鉄道（JR貨物） 東海支社・稲沢機関区・愛知機関区
- 三菱電機 稲沢製作所
- ソニーグローバルマニュファクチャリング&オペレーションズ 稲沢サイト
- 明治（旧・明治乳業） 稲沢工場
- オリエンタル 稲沢工場
- 豊田合成 稲沢工場・平和町工場
- 日本軽金属 名古屋工場
- シヤチハタ 生産本部
- 王子マテリア 祖父江工場
- サカエ理研工業 稲沢工場・祖父江工場
- 山田ドビー 稲沢工場
- 日本メナード化粧品 稲沢工場
- サンセイアールアンドディ 稲沢工場
- フジミインコーポレーテッド 稲沢工場
- 生鮮館やまひこ
- 岩本製菓
- 稲沢シーエーティーヴィ
- 名鉄急配

## 通信
ケーブルテレビ
- 稲沢シーエーティーヴィ（トップタワー）

市外局番は、旧祖父江町を含めた市の大部分の地域で0587（一宮MA）を使用している。一宮市に近い横野町・生出町・西島町（フジミインコーポレーテッド稲沢工場周辺）等の一部の地域では一宮市と同じ0586を使用しているが、先述の通り同じ一宮MAであり、0587地域とは市内料金で通話できる。旧平和町では0567（津島市や愛西市などと同じ津島MA）を使用しているので、他の地域との通話は市外料金となる。

## 教育

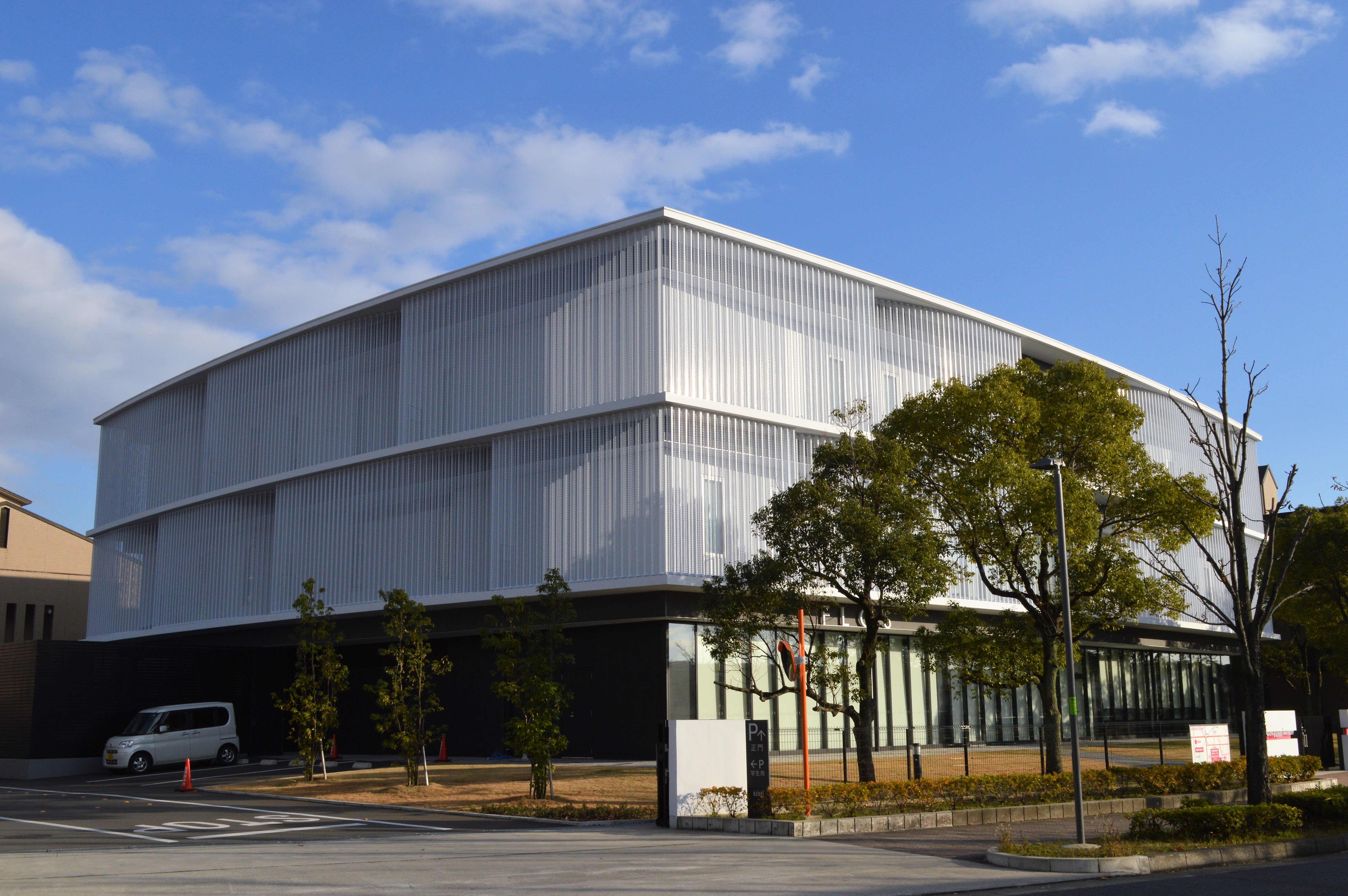
名古屋文理大学

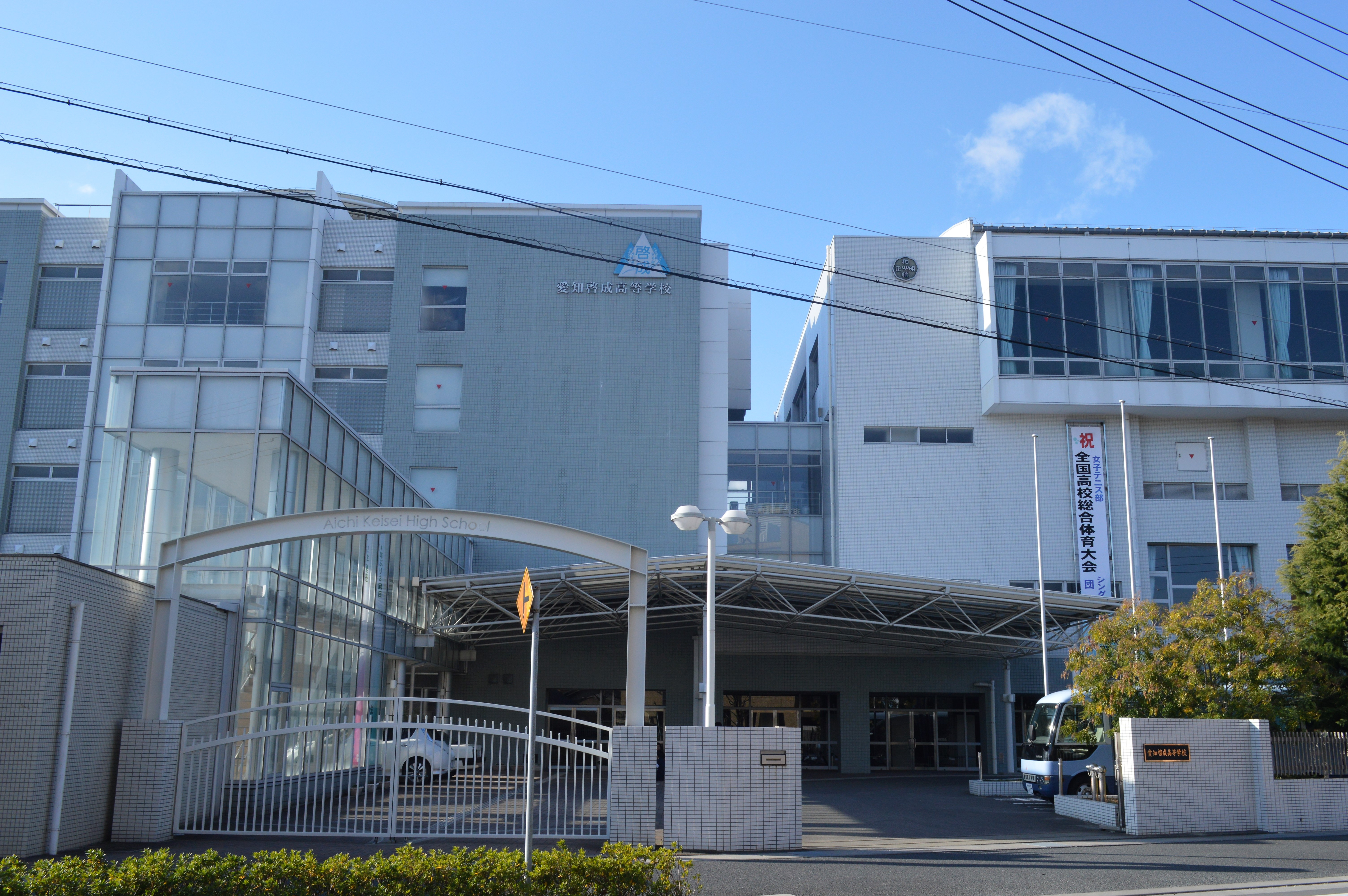
愛知啓成高等学校

### 大学
私立
- 名古屋文理大学

### 短期大学
私立
- 愛知文教女子短期大学

### 専修学校
私立
- 中部医療専門学校

### 高等学校
県立
- 愛知県立稲沢緑風館高等学校
- 愛知県立杏和高等学校 （2005年に祖父江高と平和高を統合）

私立
- 愛知啓成高等学校

かつて存在していた高等学校
- 愛知県立祖父江高等学校 （2007年3月まで県立杏和高校地に併存）
- 愛知県立平和高等学校 （2007年3月で廃校、跡地は愛知県立いなざわ特別支援学校）
- 愛知県立稲沢東高等学校（2025年3月で廃校）
- 愛知県立稲沢高等学校（2025年3月で廃校）

### 中学校
市立
| - 稲沢市立稲沢中学校 - 稲沢市立稲沢西中学校 - 稲沢市立治郎丸中学校 | - 稲沢市立明治中学校 - 稲沢市立千代田中学校 - 稲沢市立大里中学校 | - 稲沢市立大里東中学校 - 稲沢市立祖父江中学校 - 稲沢市立平和中学校 |

### 小学校
市立
| - 稲沢市立稲沢東小学校 - 稲沢市立稲沢西小学校 - 稲沢市立稲沢北小学校 - 稲沢市立高御堂小学校 - 稲沢市立大塚小学校 - 稲沢市立小正小学校 - 稲沢市立下津小学校 - 稲沢市立国分小学校 | - 稲沢市立清水小学校 - 稲沢市立片原一色小学校 - 稲沢市立千代田小学校 - 稲沢市立坂田小学校 - 稲沢市立大里東小学校 - 稲沢市立大里西小学校 - 稲沢市立祖父江小学校 - 稲沢市立山崎小学校 | - 稲沢市立領内小学校 - 稲沢市立丸甲小学校 - 稲沢市立牧川小学校 - 稲沢市立長岡小学校 - 稲沢市立法立小学校 - 稲沢市立六輪小学校 - 稲沢市立三宅小学校 |

### 特別支援学校
県立
- 愛知県立いなざわ特別支援学校(2014年4月開校)

## 交通

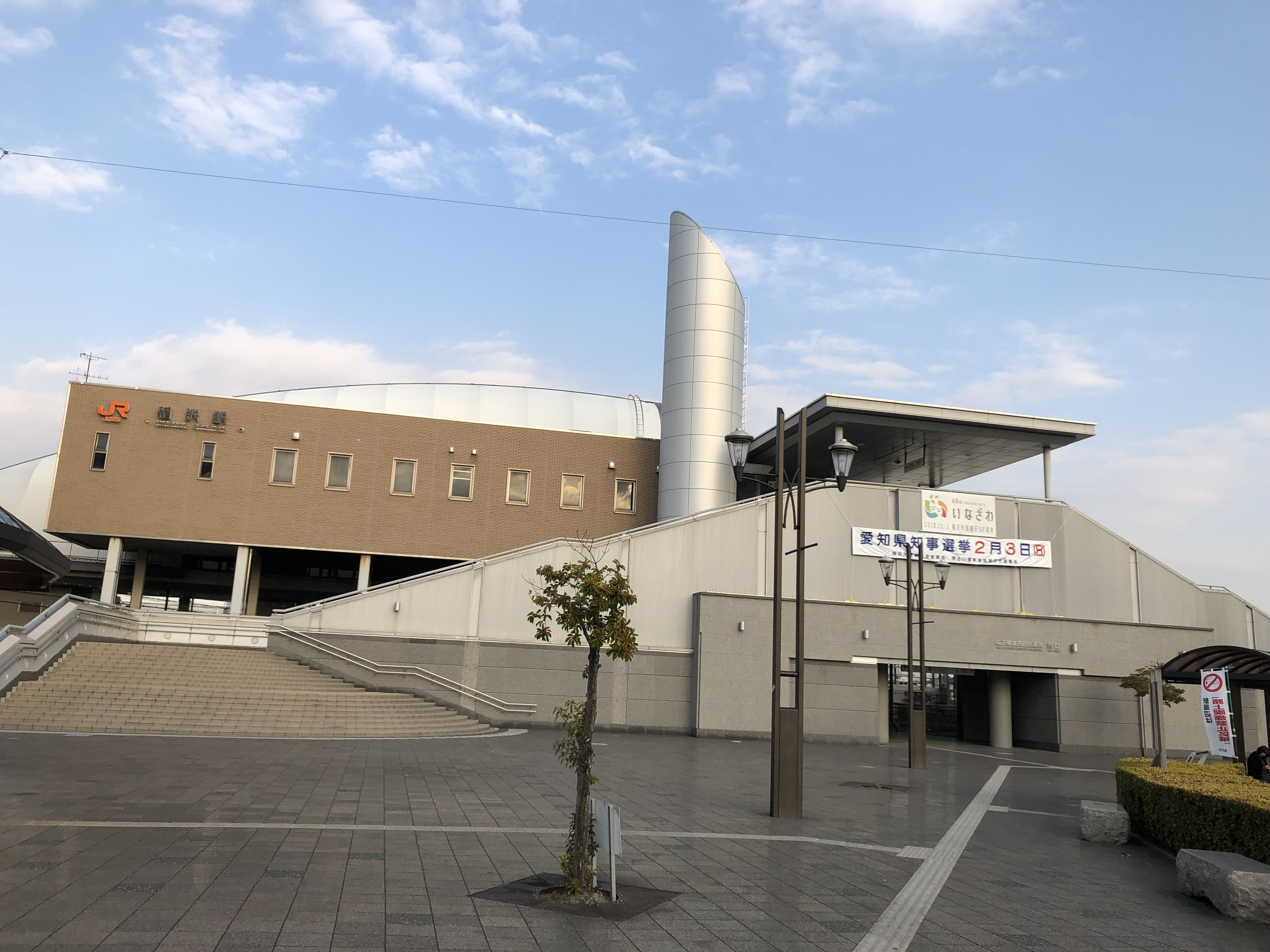
稲沢駅

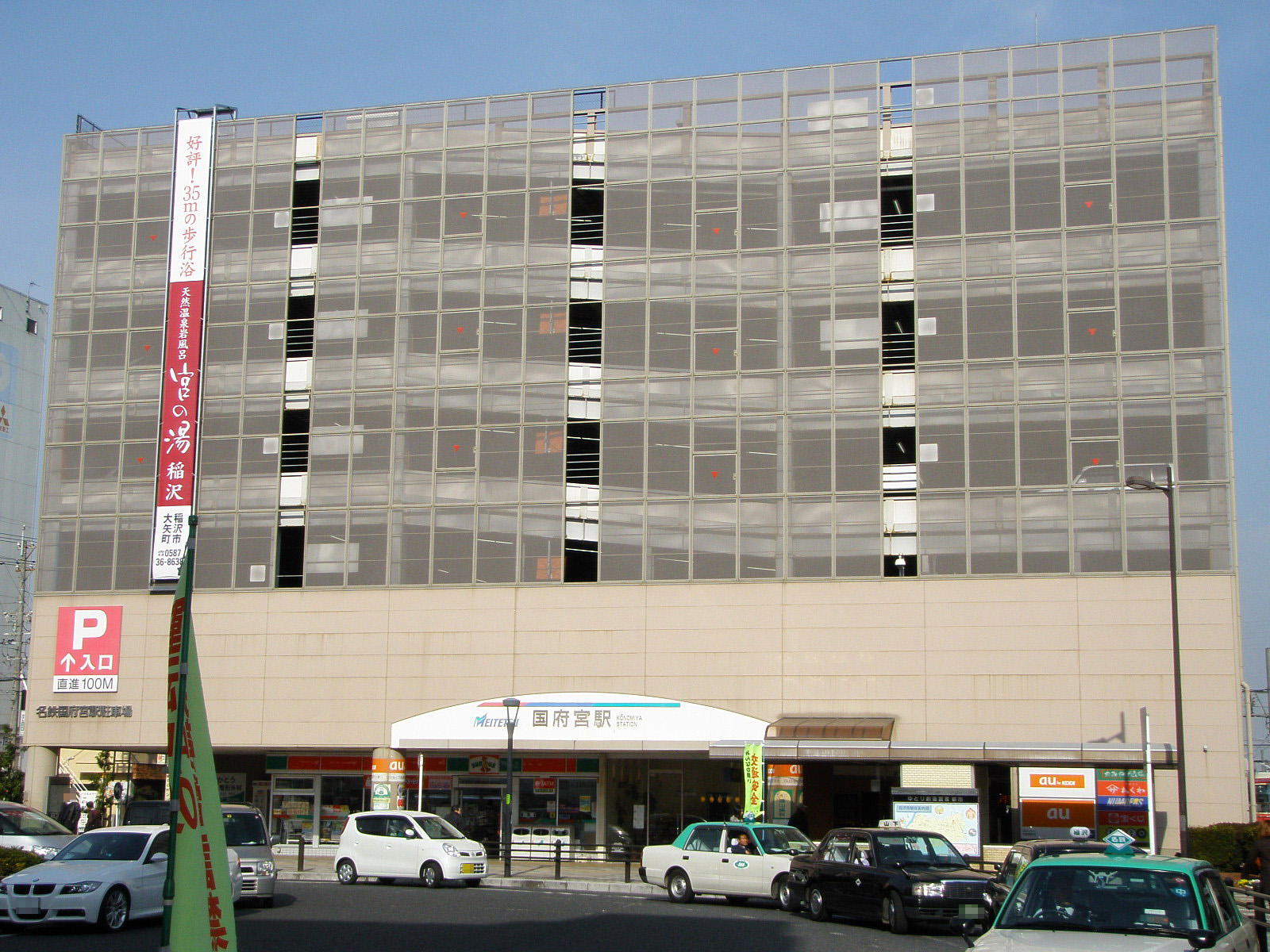
国府宮駅

### 鉄道
JTB時刻表によると、市の中心となる駅はJR稲沢駅である。ただし、市役所の最寄り駅は名鉄国府宮駅である。JR名古屋駅・名鉄名古屋駅からJR稲沢駅・名鉄国府宮駅までの所要時間や運賃はJRが有利であるが、JR稲沢駅は通過する列車も多い一方、国府宮駅に全列車が停まるなど、停車本数及び利用者は名鉄の方が多い。市西部の祖父江地区や平和地区には名鉄尾西線が通っているが、名鉄名古屋駅へは遠回りで時間もかかるために利用者はそれほど多くない。
東海旅客鉄道（JR東海）
CA 東海道本線
- 清洲駅 - 稲沢駅

- このほか、東海道新幹線が名古屋駅 - 岐阜羽島駅間で市内を通過しているが、駅はない。

名古屋鉄道（名鉄）
NH 名古屋本線
- 大里駅 - 奥田駅 - 国府宮駅 - 島氏永駅（下りホーム）

BS 尾西線
- 六輪駅 - （愛西市区間） - 丸渕駅 - 上丸渕駅 - 森上駅 - 山崎駅

### バス
路線バス
- 名鉄バス
- 稲沢市コミュニティバス

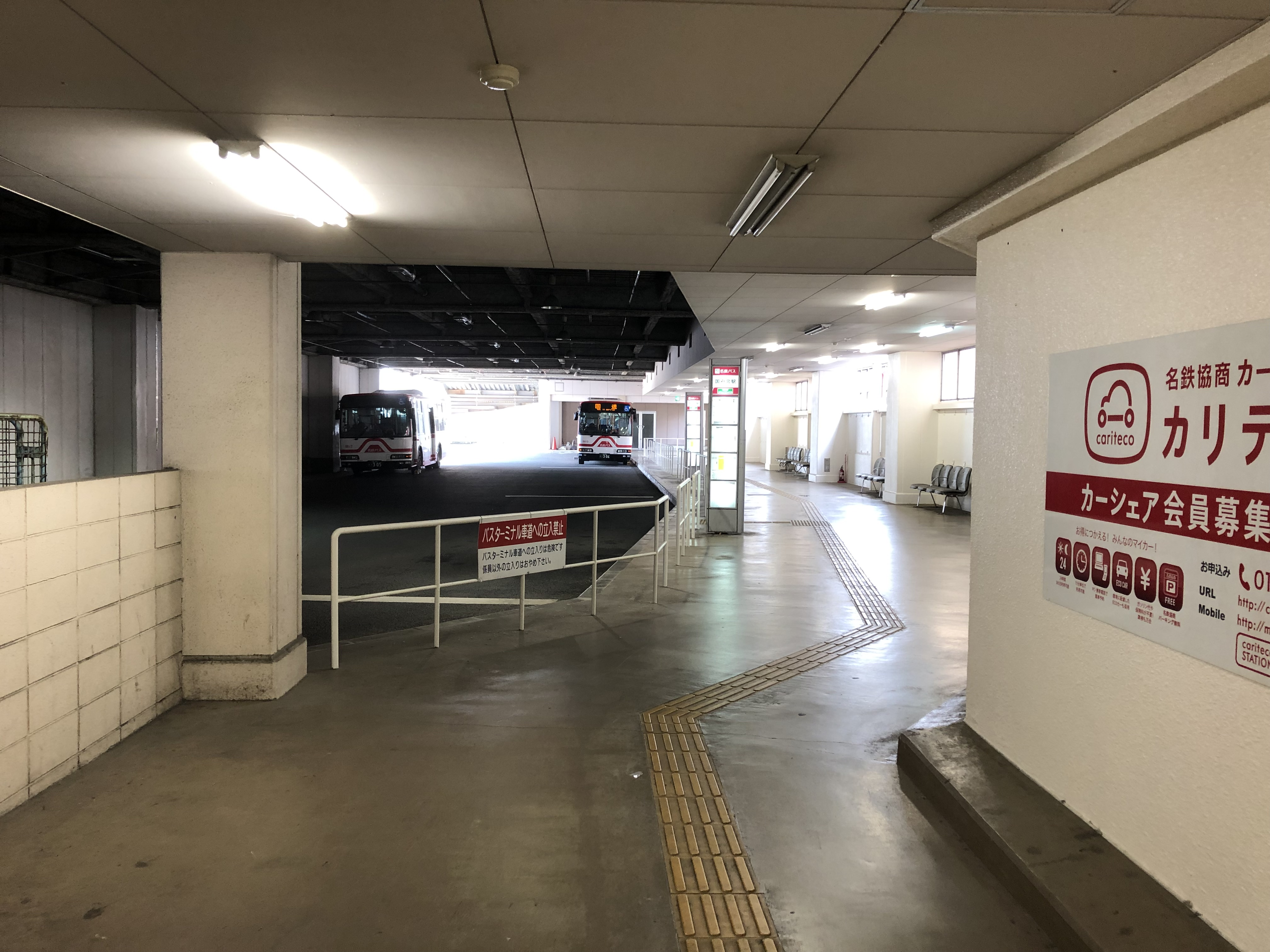
国府宮駅バスターミナル

旧祖父江町内を運行していた稲沢市巡回バスは、2008年6月30日に廃止後に稲沢コミュニティバスに統廃合。
バスターミナル
- 国府宮駅バスターミナル

### 道路

#### 高速道路
- 名神高速道路（最寄は一宮インターチェンジ）

一宮インターチェンジの料金所など、一部施設は稲沢市内に所在する。また、一宮市との市境から北へ2.2kmほど進むと一宮ジャンクションに出る。ジャンクションには一宮稲沢北インターチェンジが接続している（一宮稲沢北インターチェンジは東海北陸自動車道へのみ出入り可能）。

#### 国道
- 国道155号

#### 県道
主要地方道
- 愛知県道14号岐阜稲沢線（西尾張中央道）
- 愛知県道62号春日井稲沢線
- 愛知県道65号一宮蟹江線（西尾張中央道）
- 愛知県道67号名古屋祖父江線

一般県道
| - 愛知県道121号津島稲沢線 - 愛知県道126号給父西枇杷島線 - 愛知県道128号給父清須線 - 愛知県道129号一宮津島線 - 愛知県道130号馬飼井堀線 - 愛知県道132号天池片原一色線 - 愛知県道133号稲沢祖父江線 - 愛知県道134号桑原祖父江線 - 愛知県道135号羽島稲沢線 | - 愛知県道136号一宮清須線 - 愛知県道139号須成七宝稲沢線 - 愛知県道155号井之口江南線 - 愛知県道161号名古屋豊山稲沢線 - 愛知県道166号小牧岩倉一宮線 - 愛知県道190号名古屋一宮線 - 愛知県道454号大里停車場清須線 - 愛知県道458号一宮弥富線 - 愛知県道512号給父稲沢線 - 愛知県道516号平和蟹江線 |

## 名所・旧跡・観光スポット

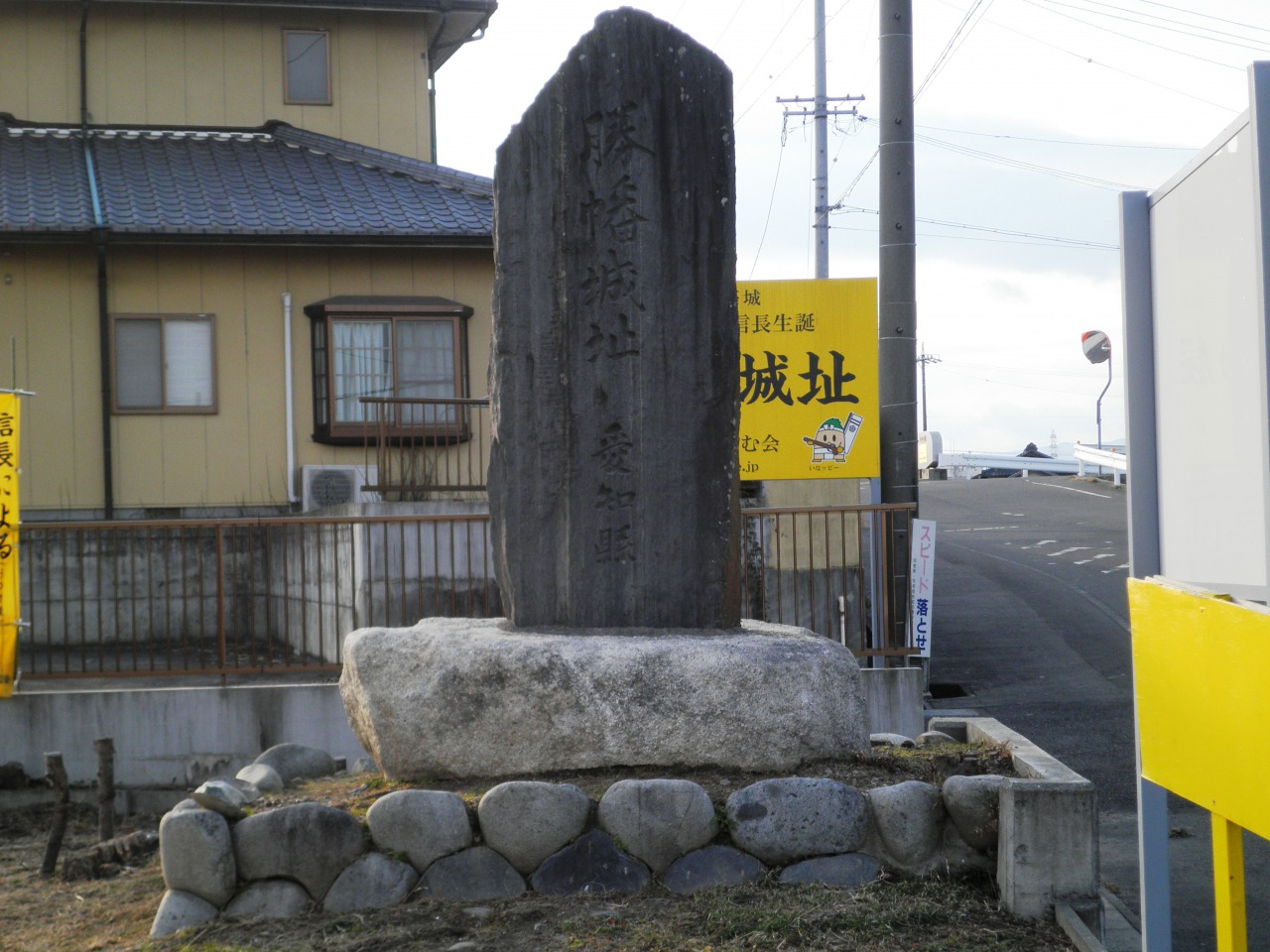
勝幡城

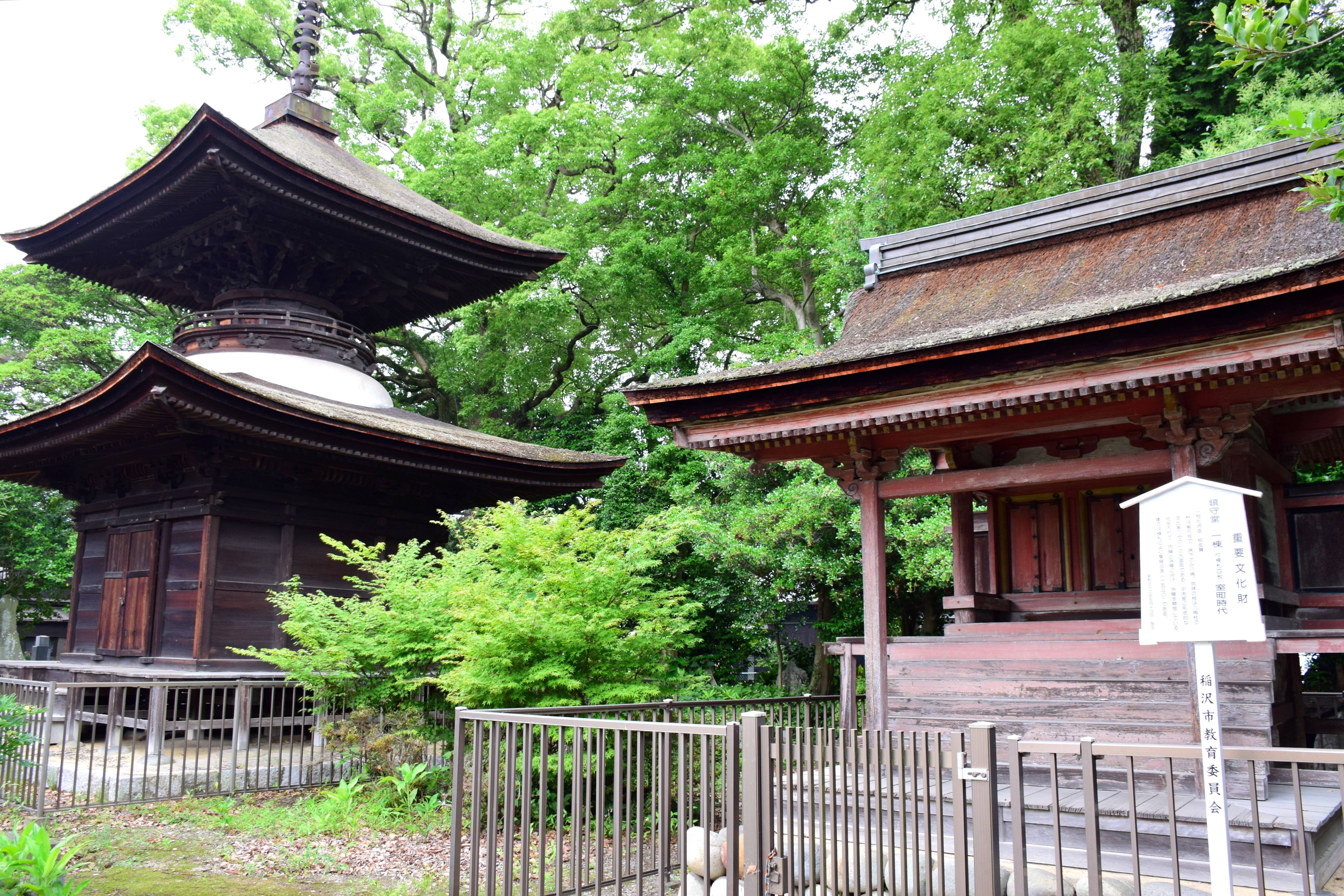
萬徳寺の多宝塔と鎮守堂（重要文化財）

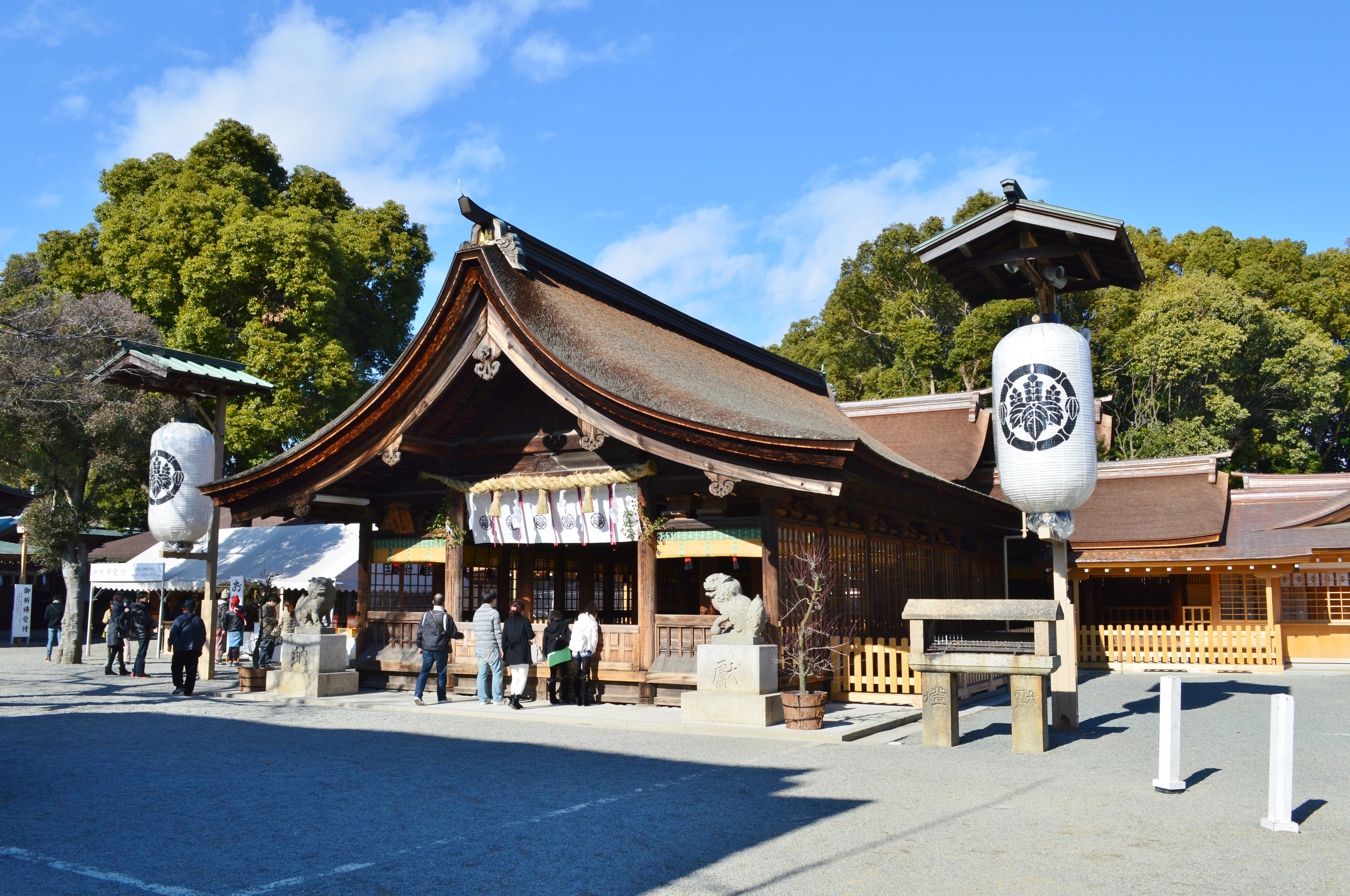
尾張大国霊神社（国府宮）

### 文化財
稲沢市観光協会の史跡・文化財一覧
- 国の重要文化財23件
- 県指定文化財32件
- 市指定文化財111件

国の重要文化財23件は、県内では名古屋市、岡崎市に次いで3番目に多い。

### 名所･旧跡
城郭
- 片原一色城
- 竹腰城
- 北島城
- 矢合城
- 儀長城
- 稲島城
- 下津城
- 勝幡城
- 西溝口城

寺院

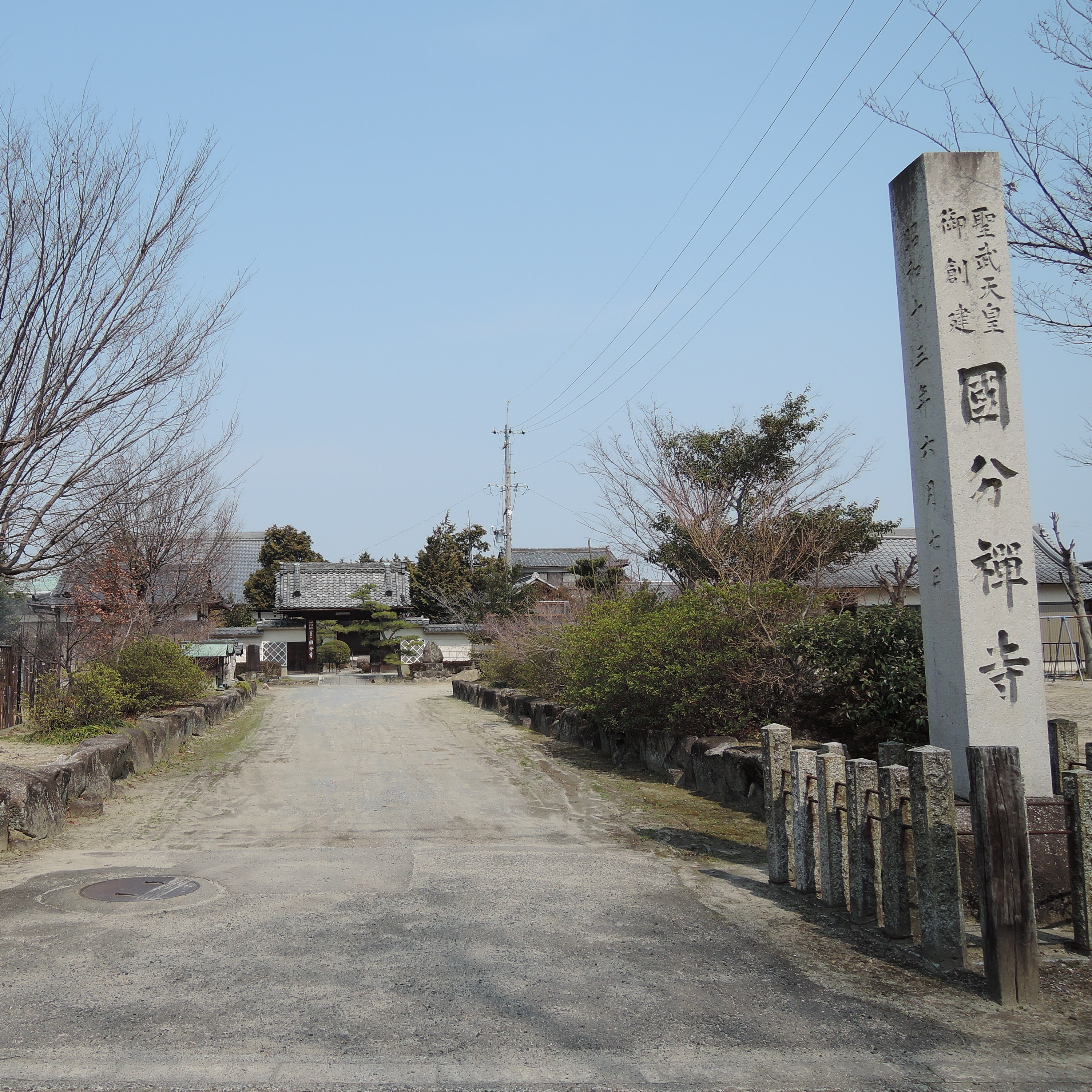
尾張国分寺
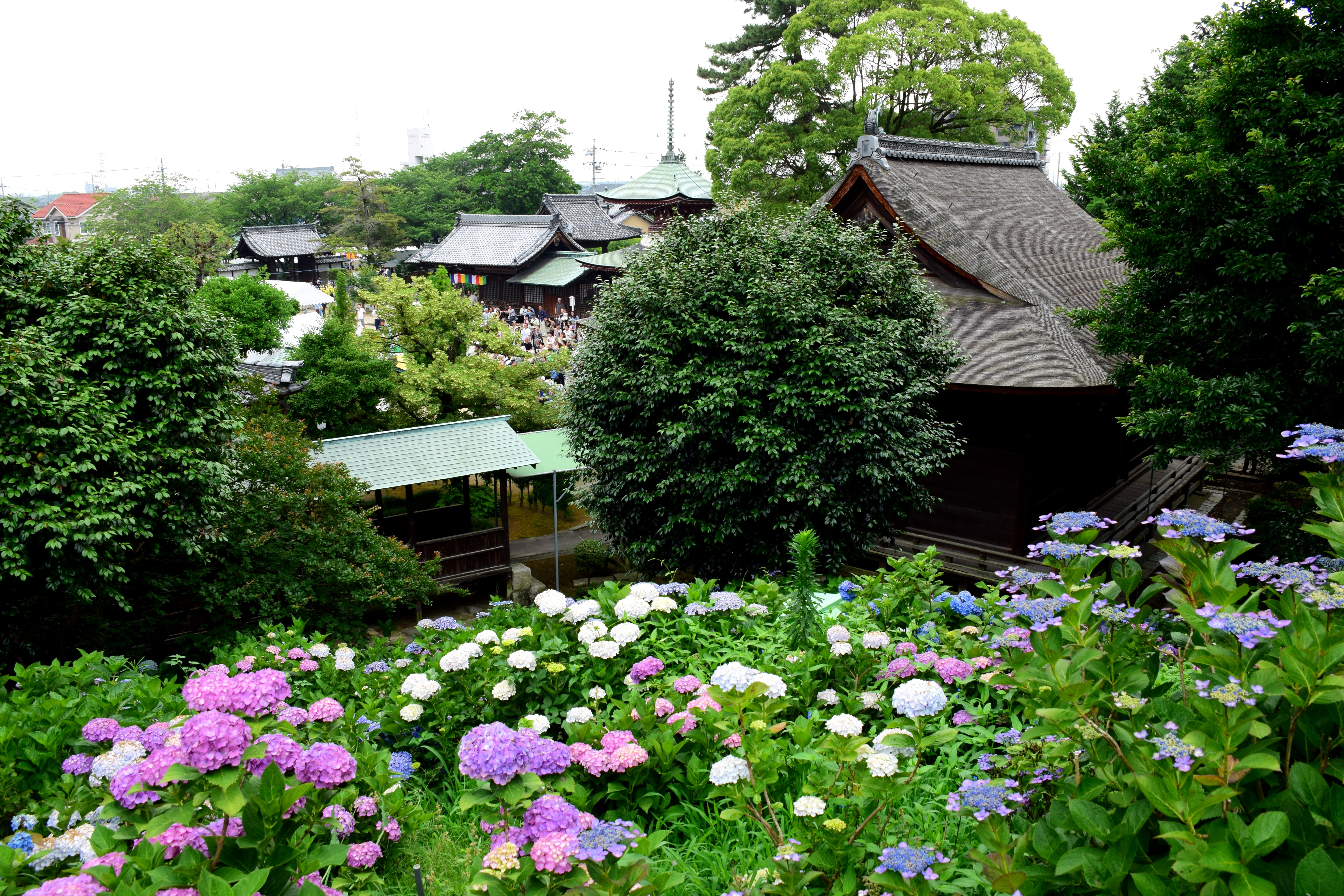
性海寺
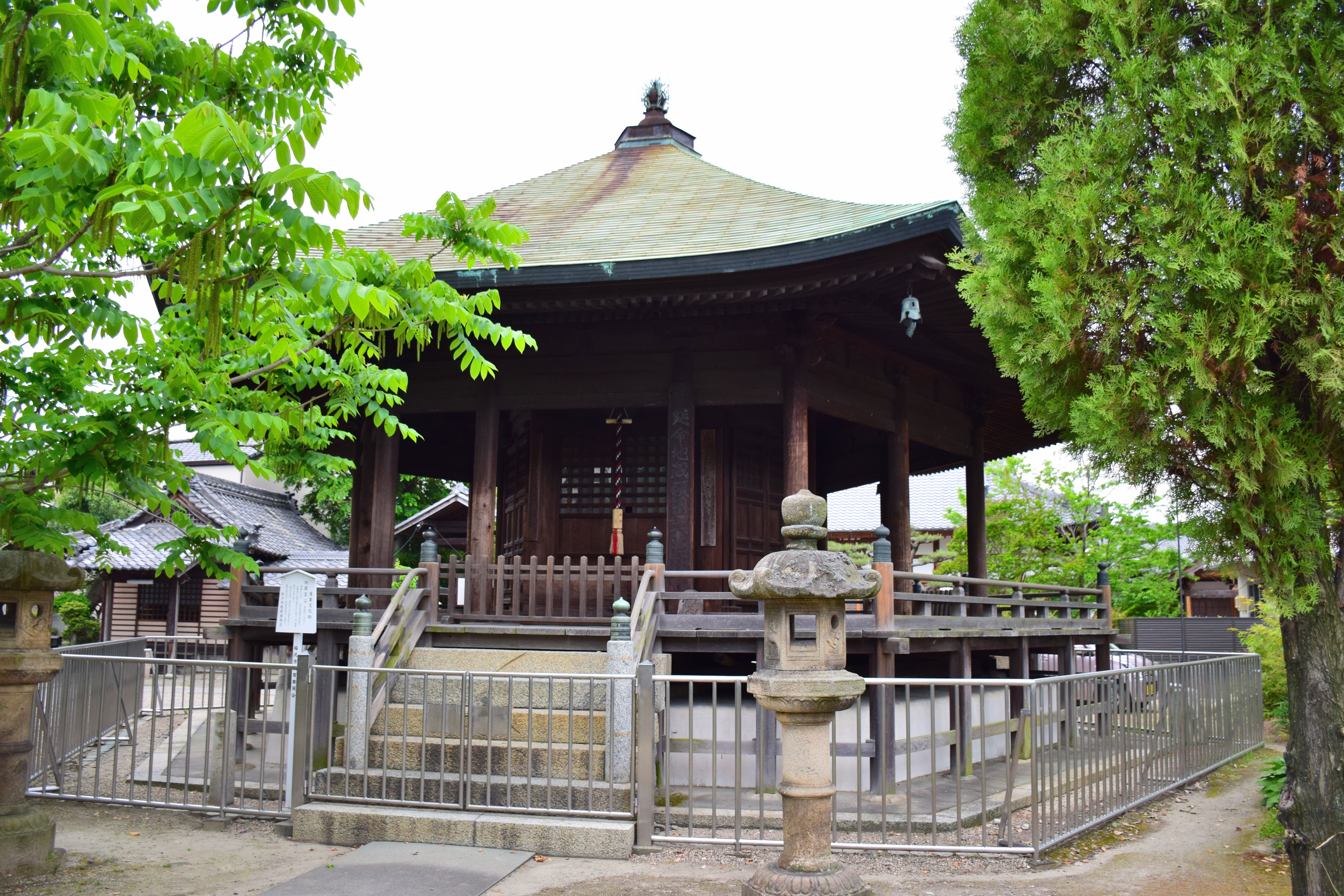
長光寺地蔵堂（六角堂）

- 性海寺（あじさい寺）
- 禅源寺
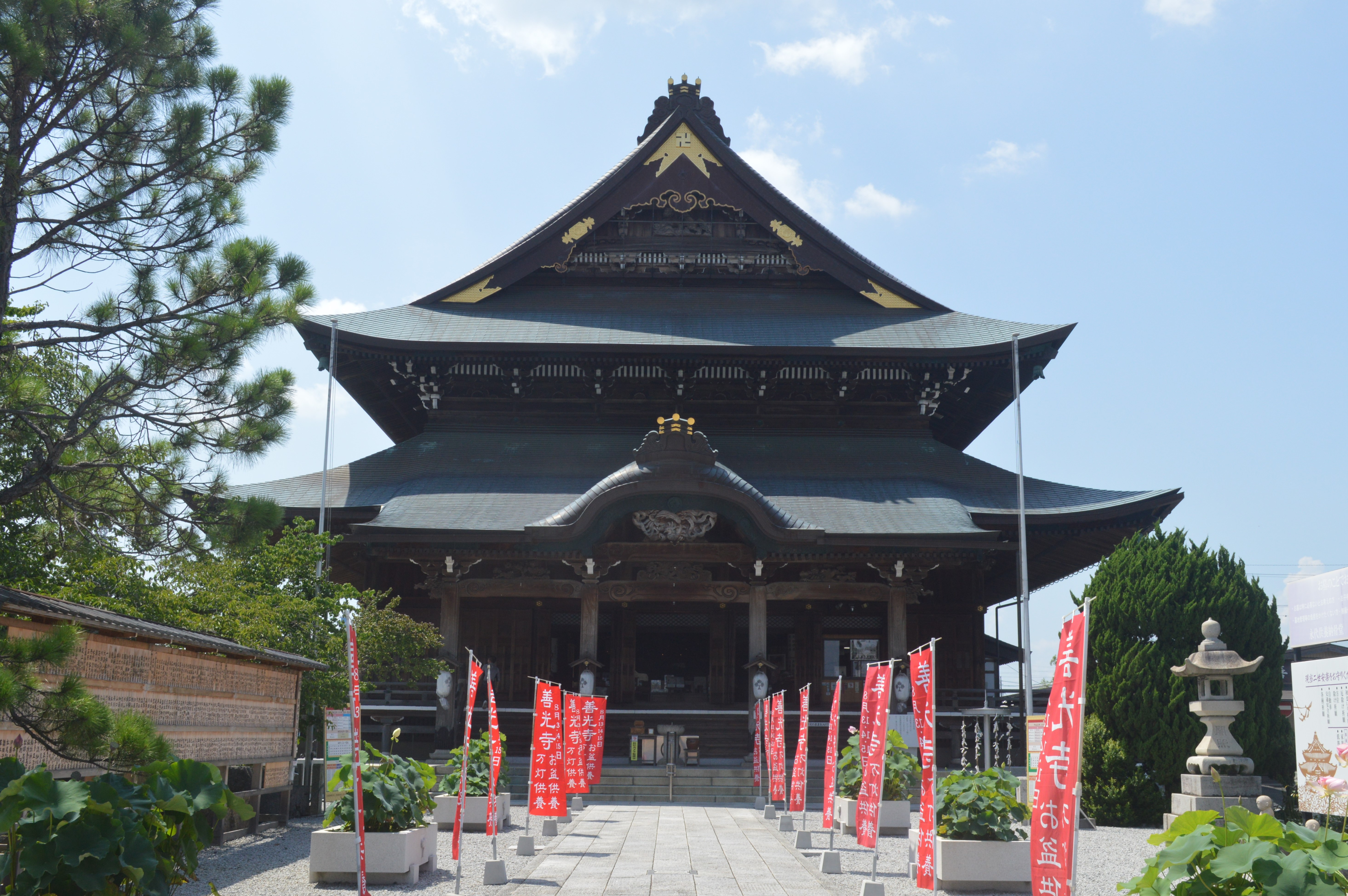
善光寺東海別院
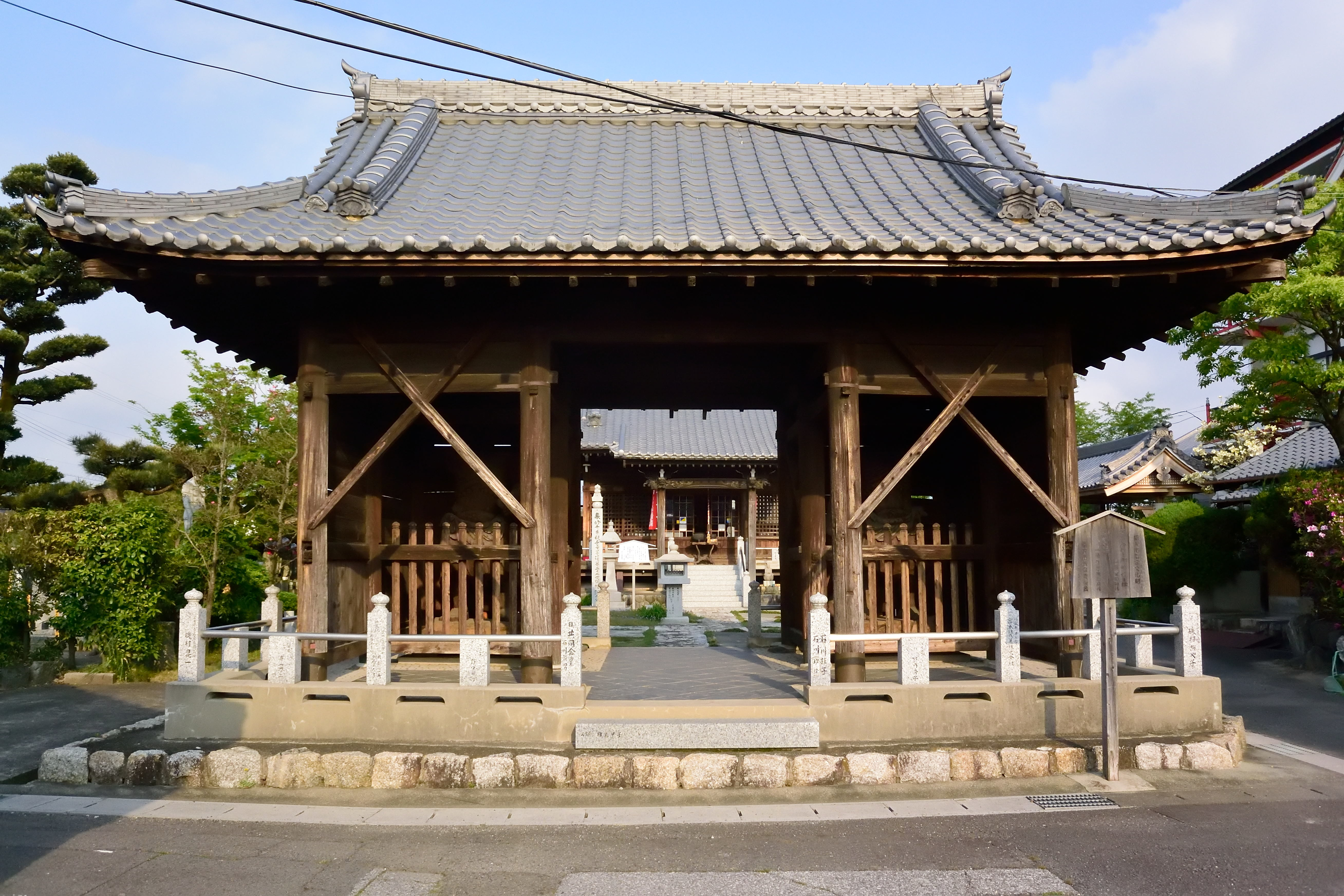
長福寺
- 長光寺
- 萬徳寺
- 正琳寺
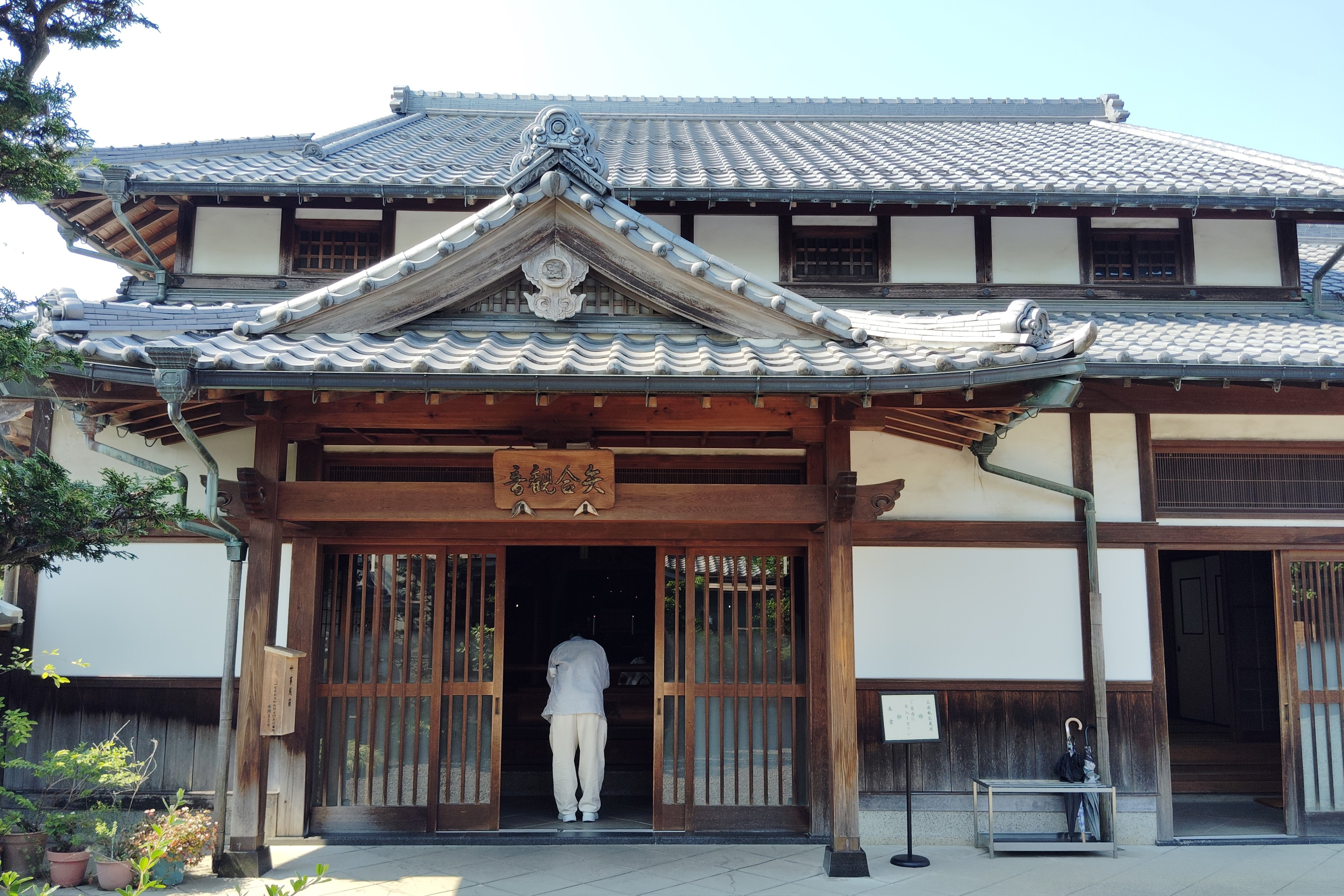
矢合観音
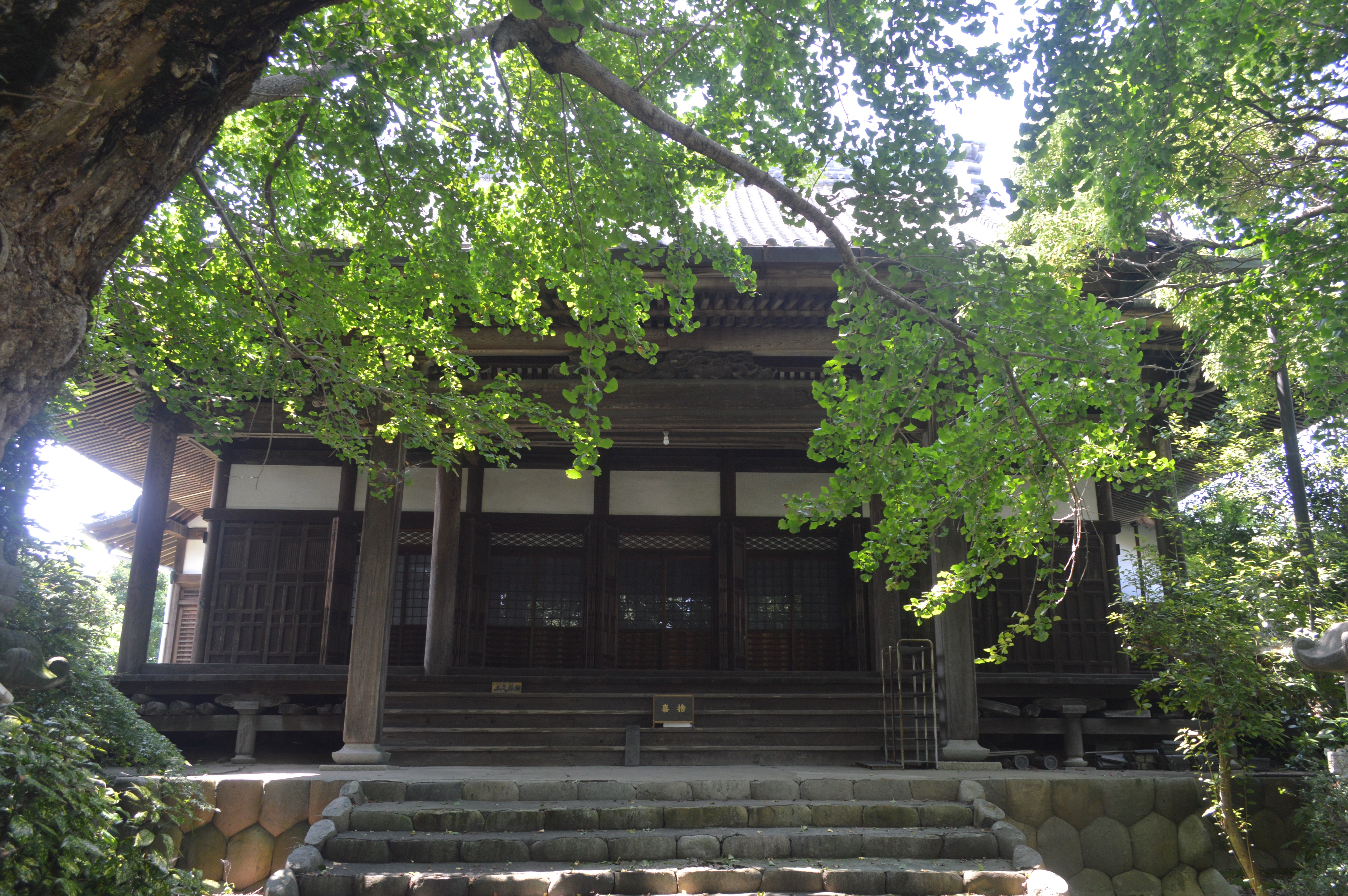
祐専寺

- 尾張国分寺
- 性海寺
- 長光寺地蔵堂（六角堂）
- 善光寺東海別院
- 長福寺
- 矢合観音
- 祐専寺

神社
- 尾張大国霊神社
- 布智神社

宿場町
- 美濃路 稲葉宿
  - 問屋場跡
  - 禅源寺
  - 宝光寺
  - 高木橋
- 八神街道 八神渡し

史跡
- 稲沢操車場跡

### 観光スポット

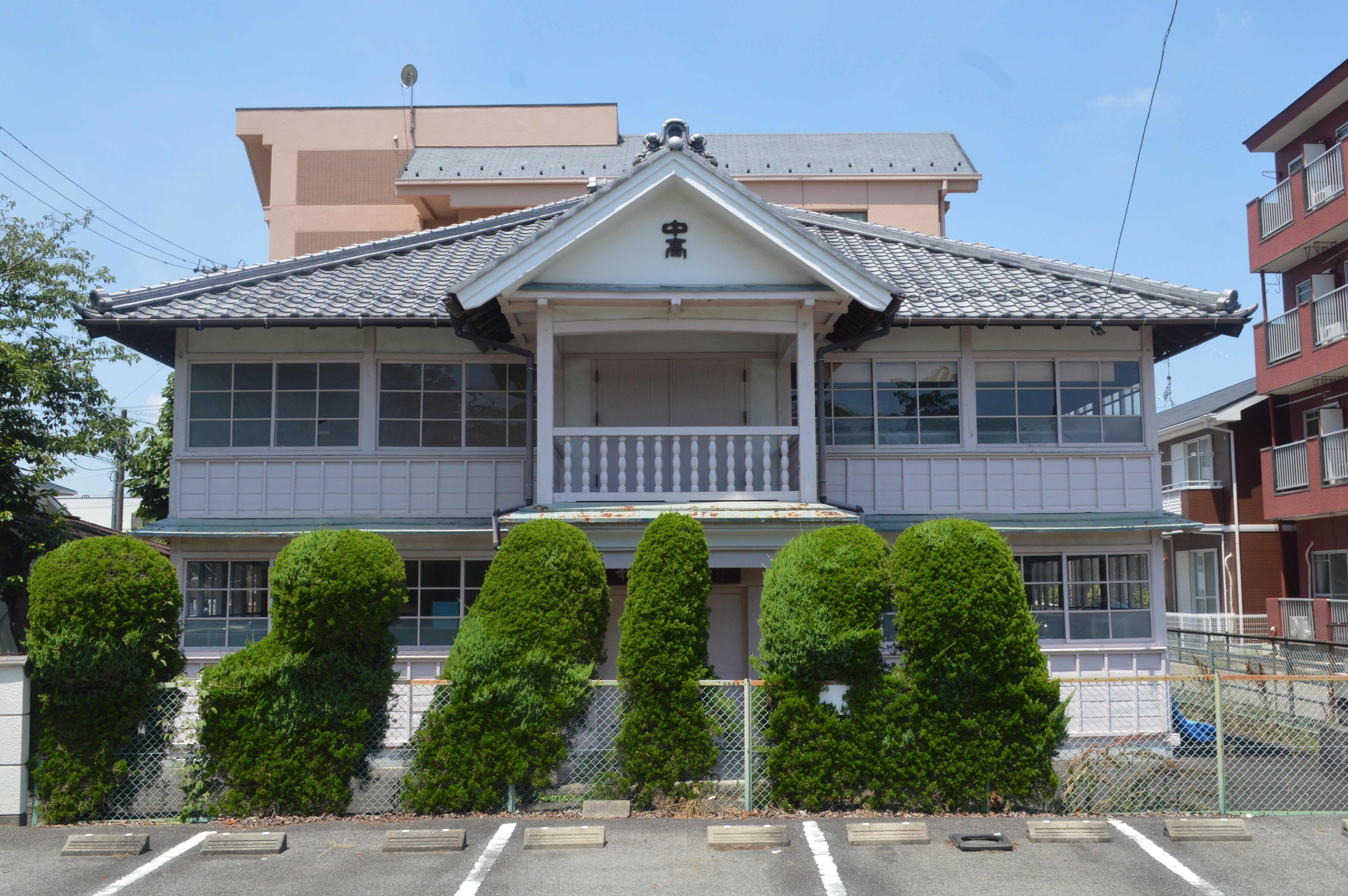
中高記念館

- 愛知県下水道科学館
- 稲沢市荻須記念美術館
- 祖父江町郷土資料館
- 中高記念館
- 稲沢公園
- 赤染衛門歌碑公園
- ワイルドネイチャープラザ（木曽三川公園）
- 明治なるほどファクトリー愛知
- 馬飼頭首工
- 日光川上流浄化センター

## 文化

### 祭事・催事
- 国府宮はだか祭（旧暦正月13日）

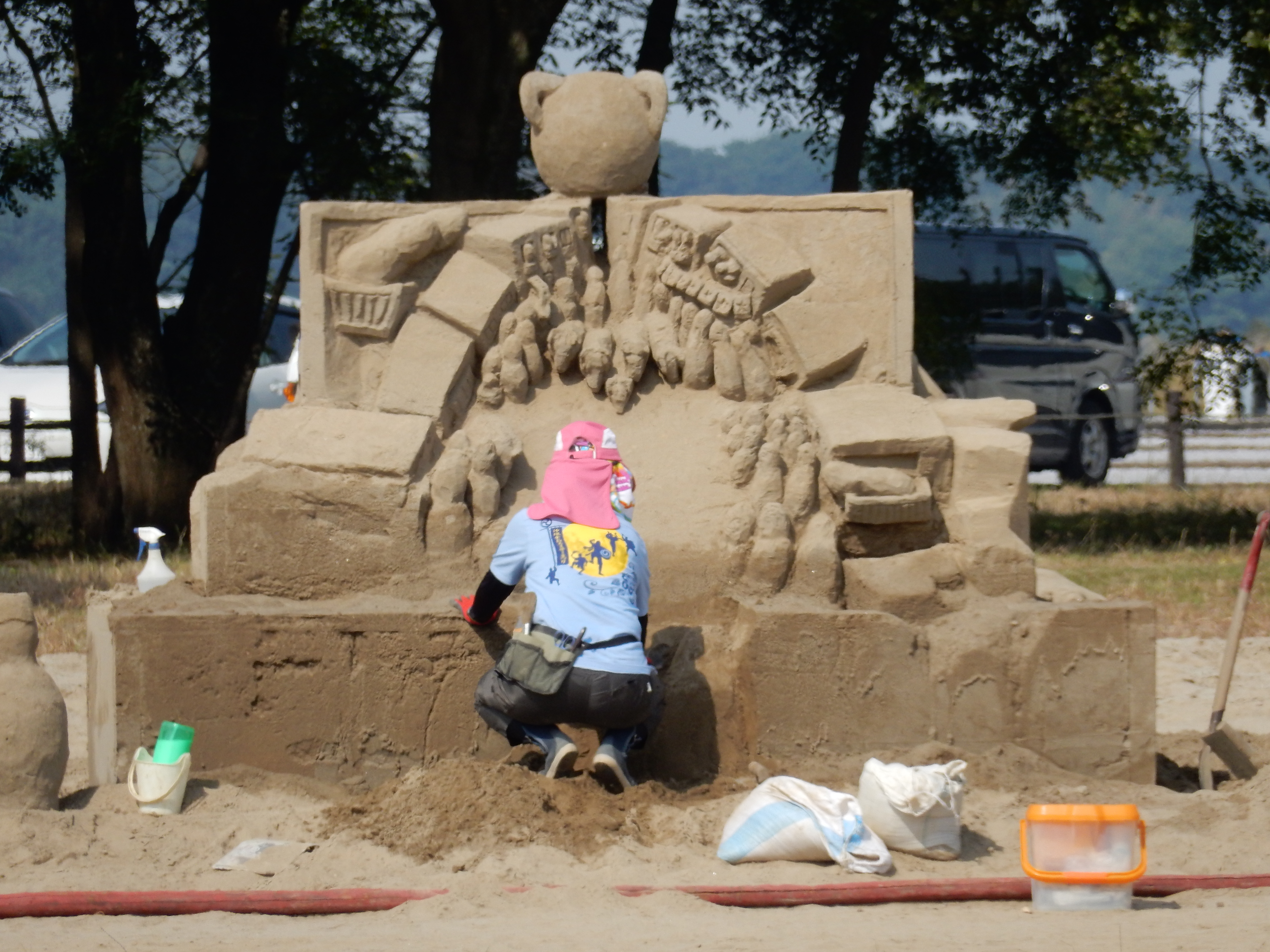
稲沢サンドフェスタ

- へいわさくらまつり（4月初旬）平和町商工会駐車場・稲沢市立平和町農村環境改善センター
- いなざわ植木まつり（4月20日 - 29日）国府宮神社参道
- 稲沢あじさい祭（6月上旬）大塚性海寺歴史公園・性海寺
- 稲沢夏まつり（8月）サリオパーク祖父江
- 稲沢まつり（10月）国府宮神社参道
- 稲沢サンドフェスタ（10月）祖父江砂丘
- 稲沢カレーフェスティバル（11月）稲沢市役所駐車場
- そぶえイチョウ黄葉祭り(11月) 祖父江町山崎地内
- 便所開き

稲沢市観光協会のイベント一覧

### 名物
- 羽二重餅（京菓子司 松屋長春が有名）
- 銀杏（生産数日本一。祖父江町内で久寿(久治)、金兵衛、藤九郎、栄神等の品種を生産）
- 岐阜タンメン（稲沢市が発祥のラーメンチェーン店）

### スポーツチーム
| 名称                          | 競技種目           | 所属リーグ    | 本拠地                   | 運営会社・団体                                          | 設立               |
| ----------------------------- | ------------------ | ------------- | ------------------------ | ------------------------------------------------------- | ------------------ |
| ウルフドッグス名古屋          | バレーボール       | Vリーグ（V1） | 豊田合成健康管理センター | 豊田合成                                                | 1961年（昭和36年） |
| ソニーHCブラヴィア･レディース | フィールドホッケー | HJL           | 稲沢公園など             | ソニーグローバルマニュファクチャリング&オペレーションズ | 1980年（昭和55年） |

## 出身・関連著名人

### 武将
- 織田信秀 - 戦国武将。
- 織田信長 - 戦国武将。
- 増田長盛 - 戦国武将。出生は滋賀県説もあり。
- 飯尾尚清 - 隠岐守。出羽守。
- 滝川忠征 - 尾張藩家老。

### 軍人
- 大角岑生 - 海軍大将。

### 政治家
- 伊藤春太郎 - 衆議院議員・稲沢町長（1906年から4期在任）
- 日比野寛 - 衆議院議員・マラソン指導者。

### 官僚
- 玉田昇次郎 - 警察官僚・香川県知事。
- 加藤宗厚 - 帝国図書館館長。

### 実業家
- 第6代山田市三郎 - 実業家・銀行家。
- 第7代山田市三郎 - 実業家・銀行家。
- 第6代山田文七 - 実業家。
- 第7代山田文七 - 実業家・銀行家・政治家。
- 横井英樹 - 実業家。ラッパーZEEBRAの祖父。
- 家田美智雄 - 実業家。ユニー中興の祖。
- 森田正康 - アルク取締役。

### 文化人
- 荻須高徳 - 画家。
- ぢたま(某) - 漫画家。
- 飛鳥井千砂 - 小説家。
- 松岡圭祐 - 小説家。
- 太田マサトシ - 放送作家・構成作家。

### 学者
- 冨田健司 - 同志社大学教授。
- 細川景一 - 臨済宗妙心寺派宗務総長・花園大学学長。

### スポーツ選手
- 綾瀬川山左エ門 - 大相撲力士。大関。出生は大阪市説もあり。
- 金田正一 - プロ野球選手。
- 高木浩之 - プロ野球選手。
- 伊藤準規 - プロ野球選手。
- 森越祐人 - プロ野球選手。
- 田中秀和 - プロレス・リング・アナウンサー。
- 坂田亘 - 格闘家。

### 芸能人など
- 新妻聖子 - 歌手。
- 大矢真夕 - レースクイーン、タレント。
- 清野菜名 - ファッションモデル、女優。
- 武田佳泉 - 津軽三味線奏者。輝&輝メンバー。
- 樋江井ありさ - 歌手。
- 生見愛瑠 - モデル。
- 日南響子 - 女優・ファッションモデル・歌手。
- 酒井博司 - NHKアナウンサー。
- 吉田幸真 - 静岡放送アナウンサー。
- 関優太 - ストリーマー。
- ASCA (大倉明日香) - アニソン歌手。
- 竹内栄治 - 声優。

### マスコットキャラクター
- いなッピー - 官公庁公認マスコットキャラクター